# FC東京

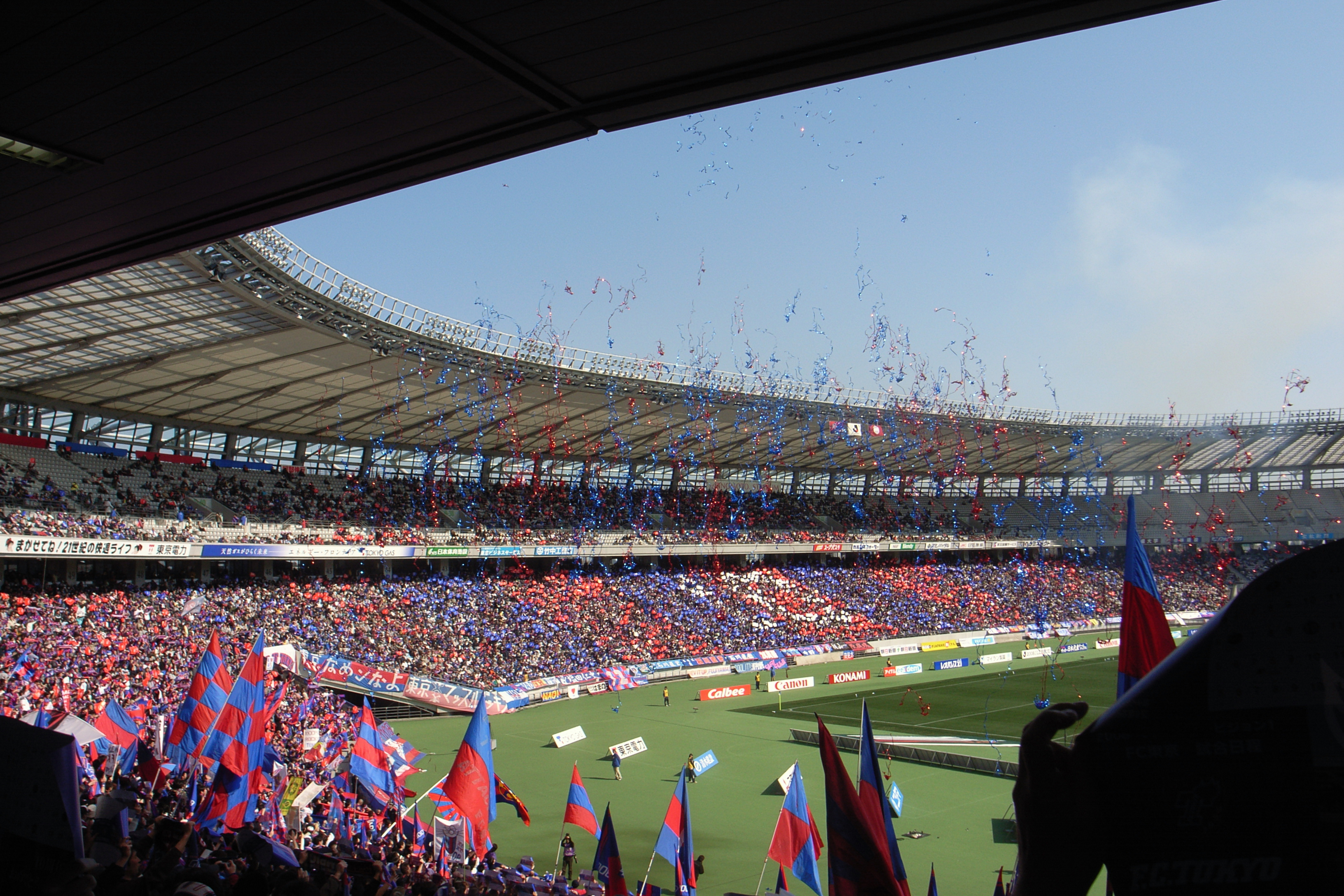
FC東京のサポーター (2008年3月8日 対神戸戦)

FC東京（FCとうきょう、英: FC TOKYO）は、日本の東京都をホームタウンとする、日本プロサッカーリーグ（Jリーグ）に加盟するプロサッカークラブ。

## 概要
1935年に結成された「東京ガスサッカー部」が前身であり、1997年に『東京ガスフットボールクラブ』へ改称、1998年に翌シーズンよりクラブ名称を『FC東京』とする改称及び東京都をホームタウンとしてプロクラブ化が決定。1999年からJリーグに加盟、Jリーグディビジョン2に参入した。
ホームタウンは東京都。スタジアムを中心とした6市（府中市・三鷹市・調布市・小平市・西東京市・小金井市）が株主として支援をしている。
調布市の味の素スタジアムをホームスタジアムとしており（2001・2002年は「東京スタジアム」。ホームスタジアムについての詳細は後述）、小平市のFC東京小平グランド（東京ガス武蔵野苑）を練習場とする。
地域活動は調布市周辺エリア（三鷹市及び府中市）、小平市をメインに展開されているが、都心23区では、過去に練習拠点があった江東区深川や、Jリーグの公式戦開催実績のある江戸川区・北区・世田谷区を中心に行われている。
クラブ名の「FC東京」は、シンプルで誰にもわかり易く馴染みがあり「都民のためのJクラブ」を目指す観点から制定された。
マスコットキャラクターは『東京ドロンパ』。チーム創設10周年に向けてマスコットを選考し、2009年開幕戦より登場した。
2000年までは東京を名乗るJリーグクラブが他に存在しなかったため呼称は「東京」であったが、2001年に東京ヴェルディ1969（旧V川崎）がホームタウンを東京都に変更して以降は「FC東京」や「F東」などと表記されている。なお、Jリーグの公式情報やスポーツ振興くじ（toto）等での紙面が限られる公式発行物に関しては、F東京として掲載される場合が多い（但し日刊スポーツでは「FC」を入れず、上記の名残により単に「東京」と表記する）。

プロ化以前の呼称東京ガスから来る『ガス』が現在でもFC東京を指し示す独自の呼称として残っているのはこうした理由にもよる。ニックネームにはこの他ユニフォームのカラーから採られた『青赤軍団』がある。

## 運営法人
1998年10月1日、東京ガスなど161団体が出資した 運営法人『東京フットボールクラブ株式会社』を設立。
FC東京の運営法人については、東京に関わりを持つできるだけ多くの企業・自治体の共同出資とし、特定の企業の影響を受けない独立性の有るものとするという方針が採られた。1997年に東京ガスサッカー部部長鳥原光憲及びその上司でJFL評議会会長の上原英治が方針を固め、東京ガス上層部の了承を得てのものであった。
上記経緯から、設立当初から東京ガスとは親子会社の関係に無く、他の主要株主も持株比率は5％程度に留まっている。
歴代の代表取締役社長にはいずれも東京ガス出身者が就いており、役員の多数は主要株主からの出向である。
2021年11月22日、ミクシィ（現・MIXI）が東京フットボールクラブ株式会社に第三者割当増資にて発行する株式を引受け、子会社化した。第三者割当増資後のミクシィ（現・MIXI）の所有株式数は24,000株（議決権所有割合51.3％）となる。
役員出向元 (太字は現任)
- MIXI
- 清水建設
- 東京ガス
- 東京商工会議所
- 東京メトロポリタンテレビジョン
- 三井物産
- 三菱商事
- きらぼし銀行
- 富士銀行 / みずほコーポレート銀行 / みずほ銀行
- 東京電力 / 東京電力ホールディングス
- 日石三菱 / 新日本石油 / JX日鉱日石エネルギー / JXエネルギー / JXTGエネルギー / ENEOS
- カルチュア・コンビニエンス・クラブ
- テレビ東京
- エーエム・ピーエム・ジャパン / ファミリーマート

### 出資者
株主
設立時の161団体から増大を続け、2022年10月現在362団体。
筆頭株主がMixiに代わってからも、東京ガスの関連企業が多く、区市町村からは1999年より三鷹市、府中市、調布市が、2002年より小平市、西東京市が、2004年より小金井市 が名を連ね、それぞれ100万円を出資（20株保有）している。詳細は「株主一覧」を参照
スポンサー
詳細は「クラブスポンサー」を参照

### 経営情報
クラブは2016年発表の「2020VISION」において、営業収入の数値目標として50億円を掲げている。

#### 損益
| 年度 | 収入  | 広告料 | 入場料 | 配分 | その他 | 費用  | 事業費 | 人件費 | 管理費 | 利益 | 純利益 |
| ---- | ----- | ------ | ------ | ---- | ------ | ----- | ------ | ------ | ------ | ---- | ------ |
| 2005 | 3,168 | 1,186  | 797    | 402  | 783    | 3,054 | 2,387  | N.A.   | 667    | 114  | 9      |
| 2006 | 3,299 | 1,217  | 747    | 274  | 1,061  | 3,355 | 2,605  | 1,612  | 750    | -56  | -67    |
| 2007 | 3,347 | 1,243  | 778    | 278  | 1,048  | 3,581 | 2,756  | 1,680  | 825    | -234 | -236   |
| 2008 | 3,433 | 1,251  | 765    | 276  | 1,141  | 3,562 | 2,703  | 1,570  | 859    | -129 | -125   |
| 2009 | 3,763 | 1,357  | 828    | 375  | 1,203  | 3,731 | 2,939  | 1,768  | 792    | 32   | 20     |
| 2010 | 3,671 | 1,372  | 779    | 284  | 1,236  | 3,274 | 2,437  | 1,370  | 837    | 397  | 361    |

- 金額の単位: 百万円
- 人件費は事業費に含まれる。

出典: 各年度のJクラブ決算一覧。
2005、
2006、
2007、
2008、
2009、
2010
| 年度 | 収益  | 広告料 | 入場料 | 配分 | 育成 | その他 | 費用  | 人件費 | 試合 | トップ | 育成 | 女子 | 販売  | 利益 | 純利益 |
| ---- | ----- | ------ | ------ | ---- | ---- | ------ | ----- | ------ | ---- | ------ | ---- | ---- | ----- | ---- | ------ |
| 2011 | 3,334 | 1,336  | 551    | 110  | 355  | 982    | 3,063 | 1,427  | 305  | 198    | 239  | 0    | 894   | 271  | 139    |
| 2012 | 3,865 | 1,385  | 817    | 227  | 419  | 1,917  | 3,622 | 1,574  | 427  | 337    | 245  | 0    | 1,039 | 243  | 145    |
| 2013 | 3,545 | 1,422  | 788    | 206  | 422  | 707    | 3,482 | 1,637  | 373  | 284    | 255  | 0    | 933   | 63   | 67     |
| 2014 | 3,859 | 1,665  | 857    | 205  | 424  | 708    | 3,822 | 1,709  | 405  | 376    | 263  | 0    | 1,070 | 37   | 4      |
| 2015 | 4,678 | 1,710  | 966    | 235  | 457  | 1,310  | 3,993 | 1,641  | 385  | 429    | 350  | 0    | 1,188 | 685  | 376    |

- 金額の単位: 百万円

出典: 各年度のJクラブ決算一覧。
2011、
2012、
2013、
2014、
2015
| 年度 | 収益  | 広告料 | 入場料 | 配分 | 育成 | 物販 | その他 | 費用  | 人件費 | 試合 | トップ | 育成 | 女子 | 物販 | 販売  | 利益 | 純利益 |
| ---- | ----- | ------ | ------ | ---- | ---- | ---- | ------ | ----- | ------ | ---- | ------ | ---- | ---- | ---- | ----- | ---- | ------ |
| 2016 | 4,541 | 1,935  | 961    | 245  | 444  | 289  | 667    | 4,447 | 2,025  | 482  | 472    | 258  | 0    | 240  | 970   | 94   | 83     |
| 2017 | 4,588 | 1,717  | 1,026  | 483  | 446  | 282  | 634    | 4,401 | 2,010  | 468  | 389    | 295  | 0    | 238  | 1,001 | 187  | 114    |
| 2018 | 4,844 | 1,988  | 947    | 382  | 420  | 287  | 820    | 4,619 | 2,133  | 455  | 391    | 303  | 0    | 287  | 1,050 | 225  | 134    |
| 2019 | 5,635 | 2,419  | 1,104  | 406  | 418  | 297  | 991    | 5,552 | 2,736  | 492  | 501    | 259  | 0    | 247  | 1,317 | 83   | 50     |
| 2020 | 4,588 | 2,284  | 314    | 639  | 293  | 371  | 687    | 5,007 | 3,034  | 258  | 332    | 149  | 0    | 291  | 943   | -419 | -325   |
| 2021 | 4,772 | 2,497  | 511    | 664  | 375  | 442  | 283    | 4,998 | 2,712  | 275  | 336    | 206  | 0    | 325  | 1,144 | -226 | -485   |
| 2022 | 5,274 | 2,559  | 893    | 630  | 353  | 449  | 390    | 4,056 | 2,538  | 324  | 400    | 456  | 0    | 329  | 1,305 | -87  | -182   |

- 金額の単位: 百万円

出典: 各年度のJクラブ決算一覧。
2016
2017
2018
2019
2020
2021、2022

#### 資産
| 年度 | 総資産 | 総負債 | 純資産 | 資本金 |
| ---- | ------ | ------ | ------ | ------ |
| 2005 | 982    | 190    | 792    | 783    |
| 2006 | 883    | 134    | 748    | 807    |
| 2007 | 703    | 182    | 520    | 815    |
| 2008 | 833    | 389    | 444    | 863    |
| 2009 | 951    | 347    | 604    | 1,003  |
| 2010 | 1,349  | 382    | 967    | 1,005  |
| 2011 | 1,698  | 535    | 1,163  | 1,062  |
| 2012 | 1,870  | 541    | 1,329  | 1,064  |
| 2013 | 1,957  | 560    | 1,397  | 1,065  |
| 2014 | 1,807  | 379    | 1,428  | 1,092  |
| 2015 | 2,511  | 706    | 1,805  | 1,092  |
| 2016 | 2,310  | 377    | 1,933  | 1,137  |
| 2017 | 2,688  | 641    | 2,047  | 1,137  |
| 2018 | 2,609  | 378    | 2,231  | 1,187  |
| 2019 | 2,735  | 454    | 2,281  | 1,187  |
| 2020 | 2,361  | 405    | 1,956  | 1,187  |
| 2021 | 1,930  | 460    | 1,471  | 1,187  |
| 2022 | 3,073  | 634    | 2,439  | 1,762  |

出典: 各年度のJクラブ決算一覧。
2005、
2006、
2007、
2008、
2009、
2010、
2011、
2012、
2013、
2014、
2015、
2016、
2017、
2018、
2019、
2020、
2021、2022
金額の単位: 百万円

## 歴史

### 前史（東京ガス時代）
1935年に創部された東京ガスサッカー部が前身となり、1986年に関東サッカーリーグへ昇格。1991年には全国地域リーグ決勝大会で優勝し、日本サッカーリーグ（JSL）2部に昇格した。

### 1992年 - 1997年（JFL）

#### 1992年
1992年のJリーグ発足後、 前身の東京ガスサッカー部がプロ化する機運はあったが、 プロ化を断念し、日本サッカーリーグの後継であるジャパンフットボールリーグ（JFL）に参加。

#### 1994年
1994シーズン、初出場の天皇杯でベスト8まで進出。日本フットボールリーグ(JFL)ではコンスタントに上位に食い込んだ。

#### 1997年
1997シーズン、天皇杯では、名古屋グランパスエイト、横浜マリノス、ベルマーレ平塚を撃破し、ベスト4進出を果たし、好成績に後押しされるように再びJリーグへの参加を表明。

### 1998年（プロクラブ化への動き）
1998シーズンのJFLでは、最終節で川崎フロンターレを勝点1差で上回り、“たなぼた”的に優勝をもぎとった。Jリーグが2部制への移行を決定したことを受けて、東京ガスサッカー部はプロ化を視野に入れた組織改革を進め、1998年10月1日、東京ガス、東京電力、am/pm、テレビ東京、カルチュア・コンビニエンス・クラブなどが出資し、東京フットボールクラブ株式会社を設立。クラブ名を「FC東京」と改称し、Jリーグ加盟を目指した。Jリーグ参入にはスタジアム基準を満たす必要があったが、東京都が味の素スタジアム（当時：東京スタジアム）の建設を決定したことが大きな要因となり、1999年からのJリーグ ディビジョン2（J2）参入が承認された。

### 1999年（J2）
1999年、東京都を本拠地とする初めてのチームとしてJリーグ加盟。プロ契約を結ばない東京ガス時代からの選手が多数を占める中、堅実な戦いで シーズン中盤まで2位以内をキープ。第27節仙台戦でFWアマラオがクラブ初のハットトリックを達成。しかし、ナビスコカップを勝ち上がったことによる過密日程やアマラオの負傷欠場によって、終盤には4連敗を喫してJ1昇格圏外へ追い込まれた。最終節で大分をかわして2位に入り（1999年J2最終節参照）、Jリーグ ディビジョン1（J1）昇格を果たした。
Jリーグヤマザキナビスコカップでは、神戸、市原、横浜FMのJ1チームを下してベスト4に進出、MF佐藤由紀彦がニューヒーロー賞に選出された。

### 2000年 - 2010年（J1）

#### 2000年
2000年は「東京」を名前に持つクラブとして初のJ1進出。10名の社員選手を有するなど、他のJ1クラブに比べ予算・戦力共に小規模ながら 開幕5節で4勝1敗の成績で首位に立つなど旋風を起こし、年間総合順位は7位。新加入のGK土肥洋一が好守を見せ、以後2006年に至るまでリーグ戦216試合連続フル出場というJリーグ記録を残した。
攻撃ではFWアマラオと、川崎から期限付き移籍で加入したツゥットのコンビが得点を量産。ツゥットはリーグ2位となる17得点を挙げて、クラブ初のJリーグベストイレブンにも選ばれた。なお、ツゥットはシーズン終了後に浦和へ完全移籍した。
天皇杯は初戦でJ2甲府に敗退。

#### 2001年
2001年に収容人員49,000人の新本拠地・東京スタジアム（現:味の素スタジアム）が完成・使用開始となった 事により観客動員数が飛躍的に増加。スタジアムのこけら落しとなった開幕戦では、川崎市から移転し呼称変更した東京Vとの初の東京ダービーとなり、新加入の元日本代表FW呂比須ワグナーのVゴールで制した。
呂比須は4月4日のナビスコカップ甲府戦でハットトリックを挙げるなど序盤こそ活躍したものの、アマラオとプレースタイルが重複することなどから徐々に出場機会が減り、チーム加入後わずか半年で福岡へ完全移籍。しかし、その頃には開幕直前に急遽獲得したブラジル人MFケリーがチームにフィットし、司令塔として攻撃陣を掌握。以後4年間攻撃の核として活躍した。
天皇杯初戦で横浜FCに破れ、2年連続でJ2勢に初戦敗退を喫した。この試合を最後に、東京ガス時代以来7年間指揮を執った大熊清が監督を退任。

#### 2002年
2002年、監督に原博実を迎えて攻撃サッカーを指向した強化を進め、開幕戦では前年優勝の鹿島から4点を奪い圧勝。しかしこの試合でMVP級の活躍を見せた小林成光は交通事故で、攻守の起点となった三浦文丈は第2節浦和戦で負傷し、共に長期離脱を強いられた。
一方、この年に移籍加入した選手達が5月以降レギュラーに成長。DF加地亮とMF石川直宏が右サイドでの攻撃を活性化させ、DF茂庭照幸も新加入のブラジル人CBジャーンとのコンビで堅守を築いた。また、入団2年目のMF宮沢正史もプレースキッカーとして能力を発揮し、ボランチのレギュラーを掴んだ。シーズン終了後、佐藤由紀彦が横浜FMへ期限付き移籍で退団した（その後完全移籍）。
また、この年尾亦弘友希・馬場憂太がチーム初のアカデミーからのトップチーム昇格を果たし、FC東京U-18所属の呉章銀がこれも初となる2種登録選手でJリーグデビューし、当時のJ1最年少記録となる16歳8ヶ月20日でJ1初出場を果たした。

#### 2003年
チームスローガン：90分間、攻撃サッカー。
2003年は、原体制2年目。DF金沢浄が加入し、リーグ最小失点を記録。1st、2ndステージ共に優勝戦線に絡み、年間順位4位の成績。また、シーズン初戦だった3月8日のナビスコ杯・横浜FM戦（横浜国際総合競技場）で、FC東京U-18所属の高校生だった梶山陽平がトップチームでの公式戦に初出場した。一方で、天皇杯を最後に、旧JFL時代からチームを牽引し『KING OF TOKYO』として親しまれたFWアマラオが湘南へ移籍した。
8月にはスペイン・レアル・マドリードとクラブ史上初の国際親善試合を開催。
また、加地亮・茂庭照幸がクラブ所属選手初の日本代表として出場した。

#### 2004年
チームスローガン：攻激、攻劇、攻撃サッカー。
原体制3年目。アマラオに代わってFWルーカスを獲得。また、MF今野泰幸が札幌から加入し、ユースからは李忠成、梶山陽平、呉章銀が昇格。
8月にはスペイン遠征を行い、デポルティーボ・ラ・コルーニャの恒例プレシーズンマッチ、トロフェオ・ファンアクーニャに招かれ、これを制し、帆船型のトロフィーを獲得。
リーグ戦は年間8位の成績。ナビスコカップでは、日本代表およびU-23日本代表によって複数の主力を欠く中決勝進出。同カップで初めてベストメンバーを揃えて臨んだ決勝戦では浦和を延長・PK戦の末に破り、初優勝を果たし、Jリーグ加盟後初の公式タイトルを獲得した。

#### 2005年
チームスローガン：攻めて取る。攻めて獲る。
原体制4年目。ケリーが退団したが、若手へシフトする意味で大きな補強はしなかった。
開幕直後はそれまで苦手とした磐田に勝利し首位に立つなどしたが、それ以後は4-3-3の新布陣や新加入MFダニーロの不発などでチームワーストの6連敗を喫し、優勝戦線から早々に脱落。5月には原の監督解任が現実味を帯びた時期もあり、9月の横浜FM戦（日産スタジアム）で石川直宏の負傷退場（膝靭帯完全断裂により復帰まで約8か月を要した）、直後のルーカスの意識不明・救急車搬送による試合終了等もあった。終盤戦は12試合負けなしの成績も残して、年間順位は10位。最終節（右図）ではC大阪の優勝を阻止した。シーズン終了後に、原が監督を退任。また、加地亮がG大阪へ移籍した。
なお、この年は7月9日の東京ダービー（東京V戦、FC東京主催試合）の試合前、FC東京サポーターによる傷害事件が発生した（FC東京側のサポーター約200名がコンコースにて東京Vサポーターに向け挑発行為に及んだ際、FC東京サポーター1名が場内に設置されていた灰皿のフタを東京V側の群衆に投げつけて、東京Vのクラブ職員、警官、一般人を負傷させ傷害罪で逮捕）。この試合の管理責任者として、FC東京にはJリーグから1000万円の罰金が科せられた。

#### 2006年
チームスローガン：Ousadia 〜信頼・勇気・挑戦〜

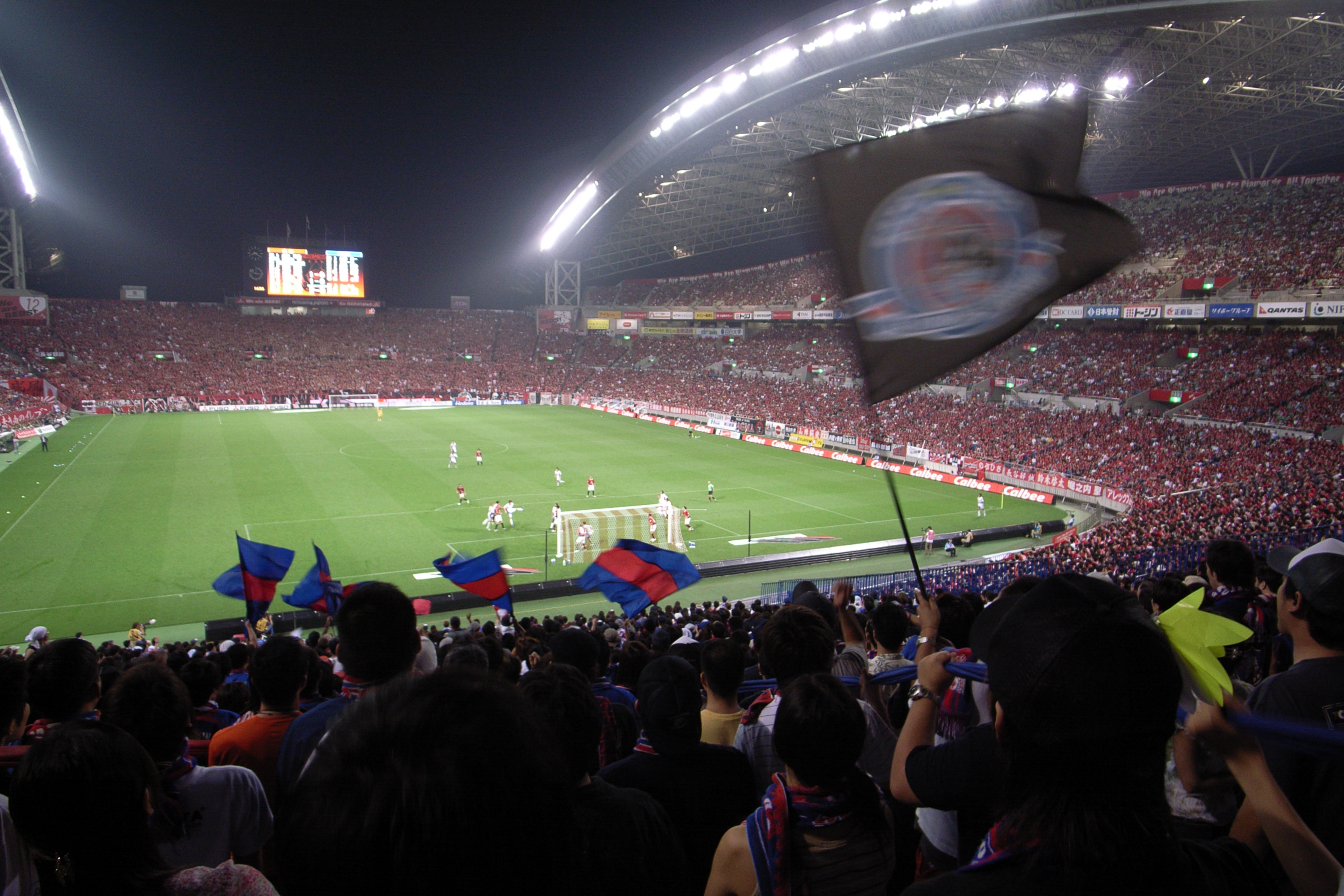
埼玉スタジアム2002で行われた浦和戦

クラブ初の外国籍監督となるブラジル人・ガーロが監督就任。速攻主体のチームを、ボールの保持（ボールポゼッション）を主体とするパスサッカーへの転換を図ったが、3バックの採用や「マンマークを徹底する」守備を基本とし、短いパスで攻撃を構築しようとする戦術はなかなか奏功せず、4月15日の第8節千葉戦では前半に完全にゲームを支配され後半9分までに3失点を喫し惨敗。ブラジルと比較すると緩急が少なく、運動量とスピードでの攻めの多いJリーグでの相手攻撃を防ぐのに苦戦した。
加えて、怪我人も多発し戦術の刷り合わせも図れなくなり、ナビスコ杯では2分4敗の予選リーグ最下位で敗退。更にガーロの要望で獲得したブラジル人FWワシントンも、投入された試合ですぐさま退場処分を受けるなど不発。7月22日の鹿島戦で4失点を喫し敗れると（2-4）、29日の広島戦（0-2）、8月5日のプレシーズンマッチ・FCソウル戦（0-3）、12日の浦和戦（0-4）と連敗し、8月15日にクラブ初となるシーズン途中での監督解任が発表された。
後任監督には1995年から大熊や原の下で長くヘッドコーチを務め、この年からFC東京U-18の監督となっていた倉又寿雄が就任。第18節千葉戦から指揮を執り、布陣を4バックに戻すなど修正を施しリーグ戦を13位で終えた。
シーズン終了と共に倉又が監督を退任（U-18監督へと復帰）。12月5日に原が監督に再任された。また、この年限りでジャーン（湘南へ移籍）、三浦文丈（引退）、宮沢正史（大分へ移籍）、戸田光洋（清水へ移籍）などが退団。
2006 FIFAワールドカップ日本代表に土肥洋一と茂庭照幸の2人がクラブとして初めて選出され、茂庭はオーストラリア代表戦に出場。クラブ初のW杯出場選手となった。

#### 2007年
| 年   | 会場   | スコア | 相手   |      | 年     | 会場   | スコア | 相手 |
| ---- | ------ | ------ | ------ | ---- | ------ | ------ | ------ | ---- |
| 1997 | 駒沢陸 | 1-0    | 福島FC |      | 2003   | 味スタ | 2-1    | 柏   |
| 1998 | 駒沢陸 | 3-0    | 国士大 | 2004 | 味スタ | 1-0    | 新潟   |      |
| 1999 | 西が丘 | 2-0    | 鳥栖   | 2005 | 味スタ | 4-0    | 新潟   |      |
| 2000 | 横浜国 | 1-0    | 横浜FM | 2006 | 味スタ | 2-0    | 大分   |      |
| 2001 | 東スタ | 2-1    | 東京V  | 2007 | 味スタ | 2-4    | 広島   |      |
| 2002 | 東スタ | 4-2    | 鹿島   |      |        |        |        |      |

チームスローガン：It's Our Time 〜青き疾風、赤い怒涛〜
2007年は再び原体制となり、コスタリカ代表FWのパウロ・ワンチョペ、磐田から元日本代表MF福西崇史、ブラジル人DFエバウドを獲得した。
しかし、ワンチョペの動きには一向にキレが戻らず、エバウドと茂庭照幸の両センターバックも負傷により低調で、攻守の軸が定まらず、開幕からつまづいた。J2だった1999年から2006年まで8季（旧JFL時代の1997年、1998年を含めると10季）続けて開幕戦に勝利していたが、広島に敗れ、開幕戦連勝記録も止まった（右表）。ワンチョペはシーズン途中で退団。更に、U-22代表として梶山陽平、伊野波雅彦、平山相太の三人が、フル代表として今野泰幸が常時招集されており、中でもスタメンであった梶山が代表戦での怪我で9月に離脱した。年間成績は12位で終了。なお、第28節横浜FM戦の勝利で、J1通算100勝を達成した。
原は1年限りで監督を退任。

#### 2008年
チームスローガン：Moving Football 〜ボールも・身体も・観ている人の心も〜
2008年、U-17日本代表元監督の城福浩が監督に就任。
土肥洋一、福西崇史（共に東京Vへ移籍）に加え、MF馬場憂太（千葉へ）、鈴木規郎（神戸へ）、伊野波雅彦（鹿島へ）、FWルーカス（G大阪へ）らがそれぞれ移籍。一方でMF羽生直剛、FWカボレ、DF長友佑都（前年は特別指定）らを獲得。城福は戦術に「ムービングフットボール」を掲げ、2006年に臨んだポゼッションサッカーへ再挑戦した。
夏場には白星から遠ざかるが、第30節鹿島戦では長友、カボレらの得点で快勝するなど好調に転じ、シーズン終盤まで優勝の可能性を残した位置での戦いを続けた。
最終節ではJ2降格危機にあった千葉に対して終盤11分間で4点を奪われて逆転負けを喫した（その結果、千葉が残留し東京Vが降格）。

リーグ戦年間成績は6位に浮上。天皇杯でも東京ガス時代の1997年以来となるベスト4へ進出した。

#### 2009年
チームスローガン：Moving Football 〜観ている人の心を動かせ〜

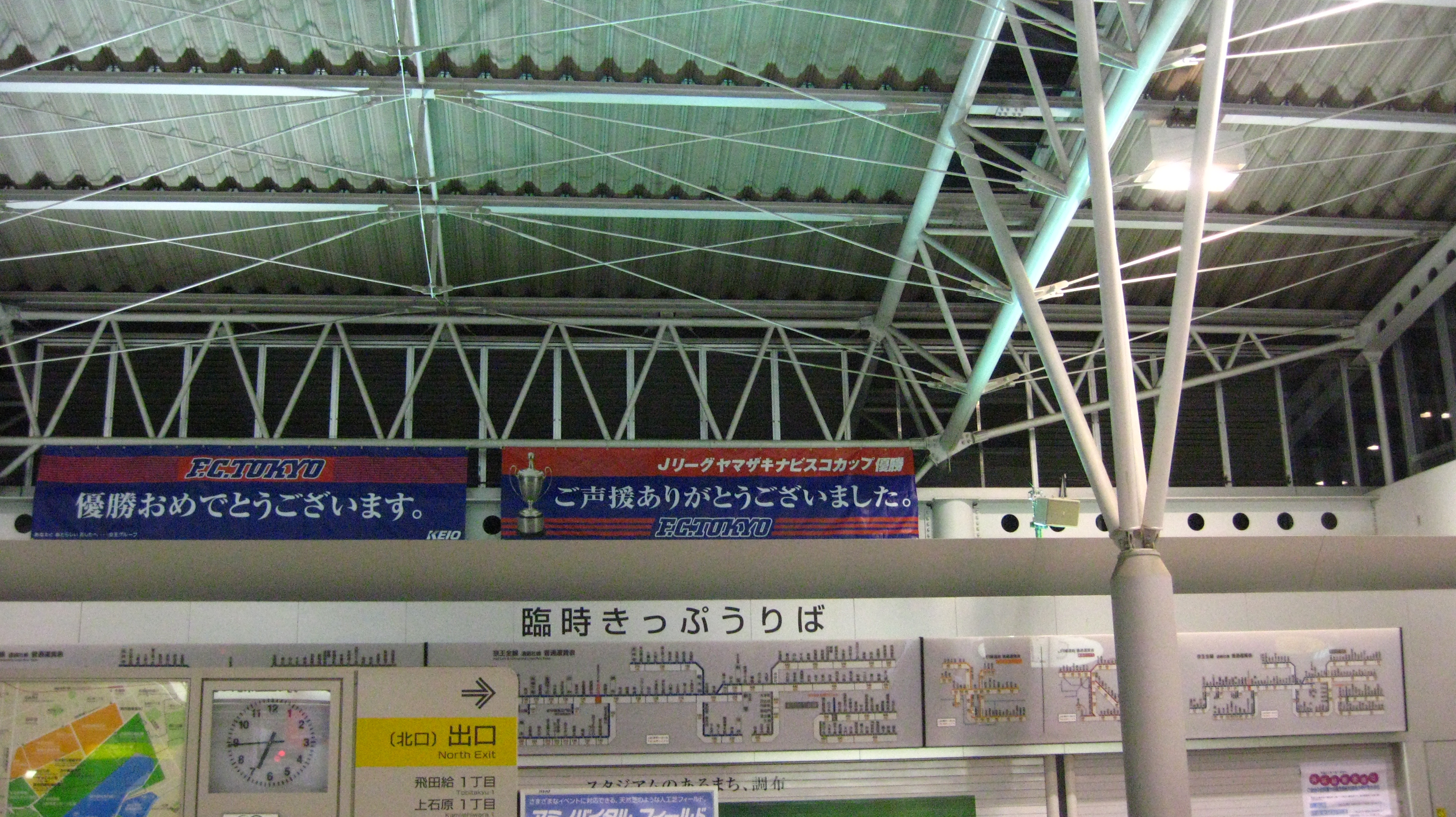
飛田給駅構内。ナビスコカップ優勝を讃える横断幕が掲げられている。

城福体制2年目。福岡から中村北斗、水戸から平松大志を獲得した。序盤戦は低迷するが、MF今野泰幸をCBにコンバートし、ブルーノ・クアドロスとコンビを組ませ、またボランチに梶山陽平と高卒ルーキー米本拓司を固定した頃から守備が安定。更に、石川直宏の24試合で15得点を挙げる大活躍によってリーグ戦の順位も上がり、ACL出場圏内入りは逃したものの5位に入った。また、長友佑都と石川がJリーグベストイレブンに選出された。2名が受賞したのはクラブ初。また、GK権田修一がリーグ戦の年間完封試合数タイ記録を打ち立てた。
ナビスコカップは決勝で川崎に勝利して優勝。また、この試合で先制点を挙げた米本はニューヒーロー賞とMVPを獲得した。この年より、マスコットの『東京ドロンパ』が登場。

#### 2010年
チームスローガン：Moving Football 〜心をひとつに〜
城福体制3年目。2002年からユニフォームの胸スポンサーだったENEOSが撤退し補強予算が狭められる中、浅利悟が引退し、藤山竜仁が札幌へ移籍。茂庭照幸に戦力外を通告、契約交渉で折り合わずブルーノ・クアドロスが退団、佐原秀樹が期限付き移籍期間満了に伴い、川崎に復帰した。退団が相次いだセンターバックには大分から森重真人、全州大学校からキム・ヨングンを、また、新潟からMF松下年宏を、ブラジルのABC FCからFWリカルジーニョを期限付き移籍で獲得するも、登録選手はJ1最少の26人、選手の平均年齢はJ1で2番目の若さという陣容だった。
シーズン開幕直前、米本拓司が前十字靭帯・半月板を損傷。梶山陽平も左足首手術からのコンディション調整に苦しみ、序盤は前年のレギュラーボランチ両名を欠く厳しい選手構成となった。開幕戦こそ4年ぶりに勝利を収めたが（1 - 0 対横浜FM・味スタ）、J1中断期間前までは得失点ともに少なく引き分ける試合が多かった。
また、2010 FIFAワールドカップ日本代表に今野泰幸、長友佑都が選出された。なお、長友はW杯終了後にイタリア・チェゼーナへ期限付き移籍で退団した。W杯期間中にFW大黒将志らを獲得。大黒の得点もあってスルガ銀行チャンピオンシップで勝利し、前年に続くタイトル獲得には成功したものの、なかなか勝ち点を伸ばせないまま、9月に城福を解任。
後任に大熊清が就任したが、最終節で京都に敗戦し、最終節に勝利した神戸に入れ替わりで年間順位が16位となり、J2降格が決まった。
なお、この年のリーグ戦は味スタ・国立ともそれぞれ1勝、合計2勝でシーズンを終えた。1ステージ制となった2005年以降のホーム最少勝利数は、2009年の千葉、柏の2勝と並んで2位タイで、当時の1位は2008年の札幌（札幌ドームのみ）の1勝であり、2013年に大分がJ1ホーム未勝利記録を史上初めて記録した。

### 2011年（J2）
チームスローガン：TOKYO SPIRIT 〜すべては勝つために〜
大熊体制2年目。赤嶺真吾（レンタル移籍していた仙台へ完全移籍）、キム・ヨングン（大宮へ完全移籍）、リカルジーニョなどが退団した。一方で、FWロベルト・セザーらを獲得、層の薄さに苦しんだ前年の経験を踏まえ、MF谷澤達也など各ポジションにJ2での経験を持つ選手を加えた。
2月には「FC東京のある“まち”」というテーマでの演劇が調布市せんがわ劇場にて公演され、FC東京からは特別審査員として新任の阿久根謙司代表取締役と藤山竜仁普及部コーチが出席した。
4月には東北地方太平洋沖地震及び長野県北部地震の復興支援のため、松本山雅FCとのチャリティーマッチを開催。また、宮城県出身の今野泰幸が発起人の1人となり、｢東北人魂を持つJ選手の会｣を設立。秋田県出身の下田光平もこれに参加し、東北地方のサッカー復興に向けて活動した。
リーグ戦序盤を勝ち切るためのキーマンとされたFW平山相太 が長期離脱するなど、立石敬之強化部長が「想像を超えて最悪に近いほど故障者が出た。しかも軸になる選手ばかり」と言う程の状況に陥り、序盤は7戦で4得点、2勝に留まり苦しんだが、田邉草民や高橋秀人の抜擢、羽生直剛をトップ下に据える 4-2-3-1布陣（右図）の採用により徐々に地力を見せ始めた。さらに、2007年まで在籍していたFWルーカスらを補強。第18節（12試合目）を終えた段階で昇格圏内に入り、以後上位をキープ。11月19日の鳥取戦で勝利し、1年でのJ1復帰を決めた。翌20日に2位の鳥栖が敗れ、J2優勝を決めた。最終的に38試合で22失点のみと、2000年の札幌と並ぶJ2史上最少失点タイ記録でシーズンを終えた。
天皇杯は決勝で京都に勝利し、前身の東京ガスサッカー部を含めたクラブ創設後初、J2勢として初となる天皇杯制覇を果たし、クラブ初のAFCチャンピオンズリーグ（ACL）の出場権を獲得した。同決勝戦を以て大熊は監督を退任。

### 2012年 - （J1）

#### 2012年
チームスローガン：C・O・A Football
監督に前町田監督のランコ・ポポヴィッチが就任。
今野泰幸がG大阪へ、鈴木達也が徳島へ完全移籍した一方、横浜FMから渡邉千真、長谷川アーリアジャスール、磐田から加賀健一、清水から太田宏介、東京Vから河野広貴を完全移籍で獲得、また、期限付き移籍していた選手を復帰させるなど、2年ぶりのJ1及び初のACLでの戦いに向け陣容を整えた。渡邉、長谷川らの活躍でACLはグループリーグを突破し、ベスト16進出（右図）したが、広州恒大に敗れた。中断期間中に谷澤達也が退団するも、新加入のネマニャ・ヴチチェヴィッチが穴を埋めた。リーグ戦は10位、ナビスコ杯はベスト4、天皇杯は2回戦敗退に終わった。

#### 2013年
チームスローガン：C・O・A Football～さらなる進化をめざして～
ポポヴィッチ体制2年目。羽生直剛、梶山陽平らが期限付き移籍でチームを離れるも、大宮から東慶悟を完全移籍で、イングランド2部・サウサンプトンから李忠成を期限付き移籍で獲得。シーズン途中で李が所属元へ復帰、田邉草民が業務提携を結んだスペイン2部・サバデルへ期限付き移籍。
リーグ戦では第3節から4連敗し12位まで順位を下げたものの、得点源となった渡邉千真を中心にJ1におけるクラブ史上通年最多得点を記録。第8節からの3連勝と第24節からの4連勝でいずれも5位まで順位を上げたが、翌年のACL出場権を得られる3位以上には届かず、第33節柏戦での敗戦により賞金圏内の7位からも脱落、8位でシーズンを終えた。
ナビスコカップは決勝トーナメント進出を逃し、天皇杯では準決勝でPK戦の末広島に敗れ3位に終わった。
契約満了によりこの年限りでポポヴィッチ監督が退任。FWルーカスが現役を引退した。
なお、この年東京都が2020年に開催されるオリンピック・パラリンピックの招致に成功。FC東京は招致PRイベントを行うなど クラブを挙げてこの活動を支援しており、2016年大会招致活動の頃からの協力 が実った形となった。

#### 2014年
チームスローガン：Bello e Aggressivo! -限界を超えて頂点へ-
新監督にACチェゼーナ元監督のマッシモ・フィッカデンティが就任。
ネマニャ・ヴチチェヴィッチが退団、長谷川アーリアジャスールがC大阪、中村北斗が大宮にそれぞれ完全移籍。FWエドゥー、MF武藤嘉紀（前々年から特別指定）らを獲得し、梶山陽平、羽生直剛が期限付き移籍から復帰した。
リーグ戦序盤はなかなか勝てなかったものの、中盤に入るとフィッカデンティの戦術が浸透し、試合運びが安定。守備面では2003年以来となる5試合（J1第16節から第20節まで）連続無失点を記録し、リーグ戦総失点も前年の47失点から33失点と大きく改善した。一方攻撃面ではFWに転向した武藤がリーグ新人最多得点記録タイの13得点を挙げる活躍を見せた。クラブ記録となる14試合（J1第13節から第26節まで。右図）無敗を記録し、一時は5位（J1第18節、第21節から第22節まで）にまで浮上したが、第27節で無敗記録が途切れてからは失速し、最終的には9位でシーズンを終えた。
ナビスコ杯はグループリーグ敗退、天皇杯はベスト16に終わった。また、昨年引退したルーカスが功労選手賞を受賞した。

#### 2015年
チームスローガン：Bello e Aggressivo! -すべては勝利のために-
フィッカデンティ体制2年目。エドゥー、塩田仁史、渡邉千真らが退団し、前田遼一、榎本達也らを獲得。丸山祐市、林容平、橋本拳人が期限付きから復帰。
1stステージはFW前田のフィットが遅れたものの、前年からの堅守を軸に前半戦だけで10得点を挙げた武藤嘉紀の頑張りと、キッカーの太田宏介を中心としたセットプレーで得点を重ね、2度の4連勝と健闘。2ステージ制のステージ毎の順位としては過去最高の2位に付けた。
1stステージ終了後には武藤がドイツ・マインツへ移籍し、ネイサン・バーンズ、サンダサの2人のFWが加入した。
2ndステージは復調した前田がFWの軸になり、新外国人の2人がそのパートナーを務めるようになったものの、武藤退団の穴は埋め切れず、終盤第13節からは東慶悟がFWを務めた（右図）。さらに正GKの権田修一がオーバートレーニング症候群で第5節を最後に離脱したためブラダ・アブラモフを緊急補強し、第10節以降の正GKを務めさせた。1stステージほど勝ち点を伸ばせなくなり、最終節開始時点では年間3位につけるも、同節の鳥栖戦を引き分けたために、同節勝利のG大阪との入れ替わりで年間順位4位に転落。過去最高の勝ち点、最高タイの年間順位を記録したものの、チャンピオンシップの出場を逃した。その後、G大阪・浦和の天皇杯決勝進出に伴う繰り上がりで翌2016年のACLプレーオフ（PO）出場権を獲得。
ナビスコ杯、天皇杯は共にベスト8で終了。同年末にフィッカデンティが退任。

#### 2016年
チームスローガン：Challenge the Top -頂戦-
フィッカデンティ監督の後任に2008年から2010年途中まで指揮していた城福浩が再任。ブラダ・アブラモフ、太田宏介らが退団。権田修一がSVホルンにレンタル移籍。湘南から秋元陽太、鳥栖から水沼宏太、甲府から阿部拓馬、明治大学から室屋成（前年は特別指定選手）、磐田から駒野友一、中国・北京国安からハ・デソンらが加入した（駒野及びハは1stステージ終了後にそれぞれ福岡・名古屋へ期限付き移籍）。
また2月13日に、2015年シーズンに密着したドキュメンタリー映画『BAILE TOKYO』（監督:榊原有佑）が公開。主題歌はRIP SLYMEの「Baile TOKYO」。
この年より「FC東京U-23」を発足させJ3リーグに参入。
同年の公式戦初戦となるAFCチャンピオンズリーグ2016のプレーオフではチョンブリーFCを相手にクラブ最多得点記録を更新した 9-0で大勝。4年ぶり2度目となるACL本戦出場権を掴んだ。本戦では全北現代（韓国）、江蘇蘇寧（中国）、ビンズオン（ベトナム）と対戦。グループリーグ突破は最終節までもつれたが、同節はビンズオンと対戦し前田遼一の2得点の活躍で勝利し決勝トーナメント進出を決めた。決勝トーナメント1回戦では上海上港（中国）と対戦。ホームでの第1戦は水沼が2得点を挙げ先勝したが（2-1）、アウェー・上海体育場での第2戦は試合終了間際に失点し（0-1）、1勝1敗。アウェーゴールの差で敗退した。
リーグ戦では序盤より怪我人が続出しメンバー繰りに苦戦。またACLプレーオフ出場のためオフやキャンプの期間が短くなった影響により、フィジカルコンディション不足・スタミナ不足に陥る。1stステージでは攻守のバランスに苦心しながらも堅守に立ち返って 徐々に浮上し9位で終えた。しかし、2ndステージでは先制しながらも試合終了間際に失点し逆転負けするゲームが頻発したため、7月23日の2ndステージ第5節川崎戦敗北後に城福を解任。後任にはコーチで元福岡監督の篠田善之が監督に昇格。篠田就任後、8勝2分2敗と安定感を取り戻し年間9位でリーグ戦を終えた。天皇杯はベスト8で川崎に敗れた。ルヴァンカップは準決勝で浦和に2試合合計2-5で敗れた。

#### 2017年
チームスローガン：TOKYO GRIT～すべての力を～
篠田体制2年目。榎本達也が引退（その後、普及部コーチに就任）、駒野友一、平山相太、高橋秀人らが退団。
名古屋から永井謙佑、鳥栖から林彰洋、川崎から大久保嘉人、FCソウルから髙萩洋次郎らを獲得。1月には太田宏介が完全移籍で2年ぶりにチームに復帰した。更に3月には広島から前年得点王のピーター・ウタカを期限付き移籍で獲得した。
夏の移籍情報ではリッピ・ヴェローゾ、チャン・ヒョンス、ジャキット・ワクピロムを獲得。また、バーンズが6月30日付で契約満了して広島に移籍。そして河野が鳥栖、阿部が蔚山現代FCに完全移籍、中島がポルティモネンセSCに期限付き移籍した。11月1日には、ユース所属の久保建英と平川怜がプロ契約を結んだ。
序盤こそ順調に勝ち点を稼いでいたものの14節清水エスパルス戦から6試合未勝利、その後22節のヴィッセル神戸戦から4試合未勝利と成績が低迷。YBCルヴァンカップではグループリーグ終盤で失速。広島とのプレーオフを制しノックアウトステージへと進んだものの1回戦で川崎にトータルスコア1-7を付けられ大敗。天皇杯でも2回戦で長野にPK戦の末敗戦しカップ戦は早期敗退となった。
9月10日、監督の篠田が成績不振により退任し、コーチの安間貴義が昇格してシーズン終了まで暫定監督を務めた。監督交代後の成績は1勝4分4敗とチームは低迷。特に第27節以降は勝ちがなくチームを立て直すことが出来ずJ1復帰後としては史上最低の13位でシーズンを終えた。
また、立石敬之が当年度をもってGMを退任（その後ベルギーリーグのシント=トロイデンVVのCEOに就任）。

#### 2018年
チームスローガン：強く、愛されるチームを目指して
長谷川健太が新監督就任。神戸から大森晃太郎を完全移籍で獲得。横浜から富樫敬真、柏からディエゴ・オリヴェイラを期限付き移籍で加入。また、中央大学から矢島輝一、U-18から原大智と品田愛斗が新加入。
開幕戦こそ引き分けるも、その後ベガルタ仙台・ジュビロ磐田と2試合連続して敗戦。第4節の湘南ベルマーレ戦より新戦力のディエゴ・オリヴェイラがチームにフィットし始め長谷川健太が掲げる「ファストブレイク」戦法も定着した事もあり第20節のヴィッセル神戸戦まで順調に勝ち点を稼ぎ続けていた。
しかし夏の移籍市場で新戦力の獲得に失敗。ヴァンフォーレ甲府より期限付き移籍でリンスを獲得したのみに留まり選手編成も固定化。
更には戦術も対戦相手に研究され始めた事で攻撃陣は沈黙し徐々に順位を落とし始め最終的に14勝8分12敗の6位でフィニッシュした。
シーズン終了後、梶山陽平が引退を発表した。天皇杯はベスト16で山形にPK戦の末敗れた。

#### 2019年
チームスローガン：強く愛されるチームを目指して
ディエゴ・オリヴェイラが完全移籍に切り替わり、鳥栖から田川亨介、新潟から宮崎幾笑、山形から児玉剛を獲得、横浜FMの久保建英、福岡のユ・インスが期限付き移籍から復帰。また外国籍選手枠の拡大に目をつけ、グレミオからジャエル、光州FCからナ・サンホ、バンコク・ユナイテッドからナッタウット、ヴォトゥボランゲンセからアルトゥール・シルバと多数の助っ人を獲得。新人は東福岡高校の中村拓海、中央大学の渡辺剛を獲得した。
田邉草民が福岡、大久保択生が鳥栖、前田遼一が岐阜、米本拓司が名古屋へそれぞれ完全移籍。リンス、富樫敬真はレンタル期間満了のため退団した。
前半戦は久保建英が抜擢され大きくブレイク。戦術、メンバーともほぼ昨年からの踏襲だったが久保の活躍もあり開幕から12戦無敗（9勝3分）とスタートダッシュに成功。第8節で広島との無敗対決を制して首位に立つと、そのまま前半戦は首位を独走した。
しかし夏の移籍市場で久保はレアル・マドリードに移籍、チャン・ヒョンスがアル・ヒラル、太田宏介が名古屋と主力級選手が複数流出。味の素スタジアムがラグビーワールドカップ2019の試合会場となったこともあり、第24節からアウェー8連戦 の強行日程が組まれていた。
だが夏場に急失速した昨シーズンと異なり、件のアウェー8連戦も4勝2分2敗で乗り切るなど大崩れはせず、第27節まで首位をキープ。しかし調子を上げてきた鹿島、横浜FMに追い上げられ、28節で一度鹿島に首位を奪われる。31節で再度首位に浮上するも、ホーム味スタに帰還した32節から湘南、浦和と下位相手に連続で引き分け、ここを連勝した横浜FMに首位を奪われる。特に浦和戦はディエゴ・オリヴェイラと永井謙佑の2トップが揃って負傷する痛恨の引き分けとなった。最終節は横浜FMとの直接対決。優勝には4点差以上での勝利が必要な中、前節右肩を脱臼した永井が強行出場するも、0-3で敗戦しリーグ優勝には届かなかった。だがリーグ戦の19勝7分8敗の勝ち点64、2位という結果はともにクラブ史上最高記録を更新した。天皇杯は3回戦で甲府に敗れた。

#### 2020年
チームスローガン：強く愛されるチームを目指して

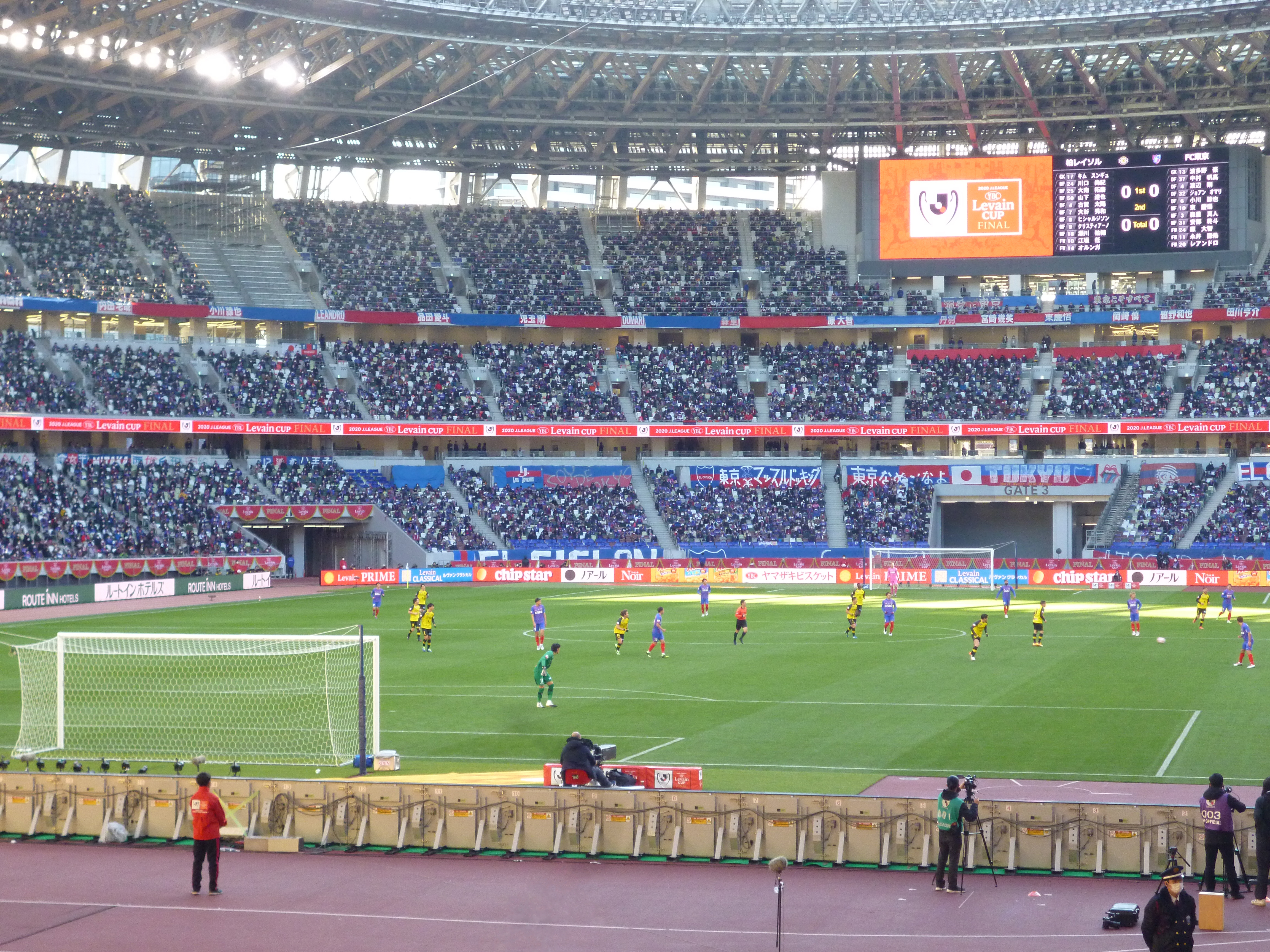
YBCルヴァンカップ決勝戦

2019年シーズンの好成績から、同年10月24日には早くも長谷川監督の契約が更新された。2020シーズンへ向け、ジュビロ磐田からアダイウトンを完全移籍で、また鹿島アントラーズからレアンドロを期限付き移籍でそれぞれ獲得した。U-18からは木村誠二、バングーナガンデ佳史扶、野澤大志ブランドンの3人を昇格させた。さらに大学卒ルーキーとして法政大学の紺野和也、明治大学の安部柊斗と中村帆高が加入した（3人はいずれも2019年シーズンに特別指定選手として登録されていた）。一方で大森晃太郎がジュビロ磐田へ完全移籍した。
2020年度は第1節(2月23日 対清水エスパルス）を行った後、新型コロナウイルスによる試合中止によって約4か月にわたって空白期間が生じた。久々の試合となった第2節（7月4日 対柏レイソル）では1-0で勝利するものの、第3節（7月8日 対川崎 ・第35回多摩川クラシコ）では0-4で敗戦。中盤戦は安定し最終的には17勝6分11敗でリーグ順位は6位と比較的上位で幕を閉じた。この間、7月には橋本拳人がFCロストフへ、8月には室屋成がハノーファー96へとそれぞれ移籍した。
YBCルヴァンカップはACL出場のためプライムステージからの登場となり、初戦は名古屋グランパスを豪雨の中の試合で3-0に降し、2回戦ではリーグ戦の首位を独走し前年王者でもある川崎フロンターレに勝利し、決勝戦に駒を進めた。
当初11月7日に予定していた決勝戦は、対戦相手の柏レイソルに多数の新型コロナウイルス感染者が出た影響で翌21年1月4日に延期となり、11月下旬に集中開催されたACLとの兼ね合いでチームは厳しい日程を余儀なくされたが、国立競技場で行われた決勝戦では2-1で勝利、11年振り3度目のJリーグカップ王者となった。
一方、ACLでは1月のプレーオフでセレス・ネグロスに勝利し、グループステージへと駒を進めた。しかし新型コロナウイルスの影響によって試合は3月で中断され、再延期や開催地変更の結果として11月にカタールでの集中開催方式で再開された。最終的に2位でグループFを突破したものの、12月6日の決勝トーナメント1回戦で北京国安を相手に0-1で惜敗し、2012年大会・2016年大会に次いでまたしてもベスト16で止まりであった。

#### 2021年
チームスローガン：強く愛されるチームを目指して
今シーズンは、主力の大半が残留したが、宮崎幾笑がファジアーノ岡山へレンタル移籍、柳貴博が北海道コンサドーレ札幌へ完全移籍（昨シーズンはベガルタ仙台へレンタル)。一方阿部伸行をAC長野パルセイロから、B・ウヴィニをアル・イテハドから獲得した。
3月～4月初めにかけてホーム4連勝を遂げるが、その後失速し4月半ば～5月初めにリーグ5連敗を喫してしまった。ただ14節（5月15日 対柏)で4-0で今季初リーグ戦無失点勝利を達成し、連敗を止めた。その後G大阪にも勝利するが、16節のアウェー清水戦では、08年以来13年ぶりに敗れるなど不安定な戦いだった。中村帆高など多数のSBの負傷離脱により6月にはブラウブリッツ秋田から鈴木準弥を獲得。また9月12日には11年ぶりに長友佑都が復帰することが公式発表された。
6月19日から7月11日まで4連勝,7月21日まで5戦負けなしと好調だったが、アウェー連戦により2連敗を喫する。その後G大阪に引き分け仙台,神戸に勝利し、アウェー7連戦は3勝2分2敗で終えた。しかしその後も戦い方は安定しないままで、11月6日アウェイ横浜FM戦では、前田大然にハットトリックを許すなどし、チームの1試合における最大失点記録を更新する0-8で敗れた。翌11月7日に監督の長谷川健太が辞任。森下申一が監督に就任する。
ルヴァンカップグループステージは首位通過、無敗。4月28日の第4節徳島戦をもって、2021ルヴァンカップグループステージ突破が確定し、5月5日の第5節神戸戦をもってグループステージ首位通過が確定し、GS第6節は消化試合となったためか、ベンチに多くのユースの選手が入っていた。
6月5日,13日に行われたプレーオフステージは湘南と戦った。第1戦は0-1で敗戦したが、第2戦アウェーで4-1と快勝、2試合合計4-2で見事逆転突破。3年連続で9月に行われるプライムステージ（準々決勝）進出を決めた。プライムステージ準々決勝は札幌と対戦。第1戦は逆転負けを喫するも、第2戦レモンSで開催されたホームゲームで2-0で勝利し準決勝進出を決めたが、名古屋グランパスと対戦の末敗退。
6月9日に行われた天皇杯2回戦は、東京都北区にある味の素フィールド西が丘にて行われ、順天堂大学と対戦した。前後半90分で決着がつかず、延長戦に突入したがPKにより点を取られ逆転。点を奪えず2回戦敗退となった。
11月22日、クラブ運営会社（東京フットボールクラブ株式会社）の第三者割当増資（11億5000万円）を引き受け、発行済み株式の51.3%をクラブスポンサーであるミクシィ（現・MIXI）に譲渡することを発表した。
12月5日、森下申一監督が退任。リーグ最終成績は15勝8分15敗で9位。

#### 2022年
チームスローガン：強く愛されるチームを目指して
前年度アルビレックス新潟を率いたアルベルト・プッチ・オルトネダが監督に就任、また、キャプテンには森重が復帰。
また、山下敬大、エンリケ・トレヴィザン、ヤクブ・スウォビィク、木本恭生、高校サッカー選手権で活躍し注目された松木玖生などが加入。また、夏の移籍市場でルイス・フェリッピを期限付き移籍で獲得した。リーグ最終成績は14勝7分13敗で6位。ルヴァンカップはグループステージ敗退に終わった。

#### 2023年
チームスローガン：東京が熱狂
アルベル体制2年目。サガン鳥栖から小泉慶、横浜F・マリノスから仲川輝人、ファジアーノ岡山から徳元悠平を獲得した。また、いわてグルージャ盛岡に育成型期限付き移籍をしていた野澤大志ブランドンが復帰した。
開幕節となったホーム浦和戦では、オウンゴールと渡邊凌磨の得点で2-0で勝利。チームを勢いづけた。第10節終了時点での成績は4勝3分3敗の勝点15で順位も6位とまずまずの成績であった。しかし、苦手としているアウェイ福岡戦に敗れた後に、アウェイ札幌戦で大敗した。第13節、国立競技場で開催された多摩川クラシコでは、徳元と安部の得点でリーグ戦としては5年ぶりとなる勝利を遂げた。しかし、第14節から第17節にかけて1分3敗、12位と低迷したのち、第17節終了後の6月14日、アルベル監督の退任が発表された。
6月16日、清水エスパルスやモンテディオ山形を指揮したピーター・クラモフスキーが監督に就任した。
夏の移籍市場において、京都サンガFCから白井康介、アル・ナスルSCからジャジャ・シルバを完全移籍で獲得、そしてセレッソ大阪から原川力を期限付き移籍で獲得した。
7月14日、安部柊斗のRWDモレンベーク（ベルギー）への完全移籍が発表された。
10月28日、新エンブレムが発表された。エンブレム下の4本のストライプは最前線・クリエイティビティ・多様性・可能性を、右上の11本のストライプは選手たちの姿を、左上の1本のストライプはOne Team、「+1ゴール」のフットボールスタイルをそれぞれ表し、これら太さの異なる3つのストライプは東京とクラブの多様性を表現している。エンブレムの構成要素には、サッカーボールの20面体を構成する正五角形と正六角形の角度を取り入れている。また、ロゴタイプ、タイポグラフィ、クラブカラーも変更された。

#### 2024年
チームスローガン：東京が熱狂
クラモフスキー体制2年目。アルビレックス新潟から高宇洋、鹿島アントラーズから期限付き移籍で荒木遼太郎、北海道コンサドーレ札幌から小柏剛、1.FCウニオン ベルリンから期限付き移籍で遠藤渓太、セレッソ大阪より期限付き移籍中だった原川力を完全移籍に切り替えの形で、それぞれ獲得した。また、期限付き移籍をしていた波多野豪、野澤零温、東廉太、安田虎士朗、品田愛斗が復帰した。
ホームでは国立開催で好調な一方、味スタでは勝てず中々上位争いに絡めないシーズンとなった。最終節ではセレッソ大阪に勝利し、15勝9分14敗の7位で終えたものの、不本意なシーズンとなった。シーズン終了後、クラモフスキー監督が退任。

#### 2025年
アルビレックス新潟を率いていた松橋力蔵が監督に就任。
8月10日、調布市と「包括連携協定」締結および調布市西町、味の素スタジアムの南東へ練習場移転プロジェクトを発表した。

## タイトル

### 国内タイトル
- J2リーグ：1回
  - 2011
- Jリーグカップ：3回
  - 2004, 2009, 2020
- 天皇杯 JFA 全日本サッカー選手権大会：1回
  - 2011

### 国際タイトル
- Jリーグカップ/コパ・スダメリカーナ王者決定戦：1回
  - 2010

### その他
- SDTカップ (プレシーズンマッチ)：1回
  - 2003
- JリーグDAZNニューイヤーカップ
  - 沖縄ラウンド：1回
    - 2016
- フアン・アクーニャカップ（ガリシア語版） (プレシーズンマッチ)：1回
  - 2004

### 個人別

#### Jリーグ
| ベストイレブン - 2000年 ツゥット - 2004年 土肥洋一 - 2009年 長友佑都、石川直宏 - 2013年 森重真人 - 2014年 森重真人、太田宏介、武藤嘉紀 - 2015年 森重真人、太田宏介 - 2016年 森重真人 - 2019年 林彰洋、室屋成、森重真人、橋本拳人、ディエゴ・オリヴェイラ、永井謙佑 優秀選手賞(ベストイレブンは除く) - 2001年 佐藤由紀彦 - 2002年 土肥洋一 - 2003年 土肥洋一、宮沢正史、石川直宏、ケリー - 2004年 茂庭照幸、ジャーン、今野泰幸 - 2005年 土肥洋一、今野泰幸 - 2008年 長友佑都 - 2009年 徳永悠平、今野泰幸 - 2010年 今野泰幸 - 2013年 太田宏介 - 2019年 髙萩洋次郎 - 2020年 森重真人、ディエゴ・オリヴェイラ | 優秀新人賞 - 2002年 宮沢正史 - 2004年 梶山陽平 - 2008年 長友佑都 - 2009年 米本拓司 フェアプレー個人賞 - 2003年 石川直宏 - 2005年 茂庭照幸 - 2016年 秋元陽太 J2 Most Exciting Player - 2011年 今野泰幸 月間MVP - 2013年9月 長谷川アーリアジャスール - 2015年3月 武藤嘉紀 - 2018年4月 ディエゴ・オリヴェイラ - 2019年4月 ディエゴ・オリヴェイラ 月間優秀監督賞 - 2019年4月 長谷川健太 - 2021年6月 長谷川健太 |

#### Jリーグ杯
- ニューヒーロー賞
  - 1999年 佐藤由紀彦
  - 2009年 米本拓司
- 最優秀選手(MVP)
  - 2004年 土肥洋一
  - 2009年 米本拓司
  - 2020年 レアンドロ

### その他受賞
- Jリーグフェアプレー賞高円宮杯
  - 2019年
- J1フェアプレー賞
  - 2017年、2018年、2021年
- J2フェアプレー賞
  - 2011年
- 最優秀育成クラブ賞
  - 2010年、2017年、2023年、2024年
- アジアサッカー連盟 月間最優秀監督賞
  - 2000年3月 大熊清
- 東京都環境賞
  - 2007年
- 府中市民スポーツ優秀賞
  - 2009年

## 所属選手

### 国際大会選出選手
| - FIFAワールドカップ - 2006年 - 土肥洋一、茂庭照幸 - 2010年 - 今野泰幸、長友佑都 - 2014年 - 森重真人、権田修一 - 2022年 - 長友佑都 - FIFAコンフェデレーションズカップ - 2003年 - 土肥洋一 - 2005年 - 土肥洋一、加地亮、茂庭照幸 - 2013年 - 高橋秀人、権田修一 - AFCアジアカップ - 2004年 - 土肥洋一、加地亮 - 2007年 - 今野泰幸、伊野波雅彦 - 2011年 - 今野泰幸、権田修一 - 2015年 - 森重真人、太田宏介、武藤嘉紀 - 2019年 - 室屋成 - 2023年 - 野澤大志ブランドン | - オリンピック - 2004年 - 茂庭照幸、石川直宏、今野泰幸、徳永悠平 - 2008年 - 梶山陽平、長友佑都 - 2012年 - 徳永悠平、権田修一 - 2016年 - 室屋成、中島翔哉 - 2024年 - 野澤大志ブランドン、荒木遼太郎 - アジア競技大会 - 2002年 - 石川直宏、茂庭照幸 - 2006年 - 平山相太 - 2014年 - 中島翔哉、野澤英之 - 2018年 - 岡崎慎 | - FIFA U-20ワールドカップ - 2003年 - 徳永悠平、鈴木規郎 - 2005年 - 増嶋竜也、梶山陽平 - 2017年 - 波多野豪、久保建英 - 2019年 - 田川亨介、原大智 - 2023年 - 松木玖生、熊田直紀 - FIFA U-17ワールドカップ - 2007年 - 廣永遼太郎 - 2009年 - 廣木雄磨 - 2011年 - 野澤英之 - 2017年 - 久保建英、平川怜 - 2019年 - 野澤大志ブランドン、角昂志郎 - 2023年 - 佐藤龍之介、後藤亘、永野修都 |

## ホームスタジアム
前述の通り、本拠地は東京スタジアム（調布市）であるが、過去には都心23区の国立競技場や国立西が丘サッカー場や江戸川区陸上競技場、駒沢オリンピック公園総合運動場陸上競技場でもホームゲームを開催している。
2019年はラグビーワールドカップにより、味の素スタジアムが使用できない時期は、8月から11月はアウェイ8連戦となった。またルヴァンカップはグループステージは味スタがこれに伴う改修のため平日に使用できない都合で、2試合を秩父宮ラグビー場、残り1試合はさいたま市大宮公園サッカー場（NACK5スタジアム大宮）にて主催する。
また東京都外では鹿児島県立鴨池陸上競技場（2000年）、香川県立丸亀競技場（2000年・2001年）、石川県西部緑地公園陸上競技場（2000年）、長野県松本平広域公園総合球技場（2006年。2011年にはチャリティーマッチを開催）、熊谷スポーツ文化公園陸上競技場（2011年）でホームゲームを開催した。
2022年以降は、リーグ戦ホームゲームのうちの数試合を新国立競技場にて行っている。24年においては4試合のホームゲームを国立で開催する。

### 新スタジアム構想
国立競技場については、新競技場への改修終了後、2020年東京オリンピックの大会後の活用後の一環として、球技場専用に改修の上で本拠地を味スタから移転させる構想が報道された が、ここを本拠地にするにしても使用料が高額になる恐れがあるとして、新国立にほど近い、代々木公園の代々木公園陸上競技場とサッカー・ホッケー球技場付近 を改修して、4万人程度が収容可能なサッカー専用の競技場を建設する案を、複数の民間事業者が東京都に提案していることも分かった と報じられている。

## 入場者記録
クラブは2012年発表の「2015VISION」 及び2016年発表の「2020VISION」において、1試合平均動員数3万人を目標に掲げている。
- 略表記

| - 東・味：味の素スタジアム（2001年以後登記本拠地） - 西：国立西が丘サッカー場（1999年登記本拠地） - 駒：駒沢陸上競技場（2000年登記本拠地） - 江：江戸川区陸上競技場 - 国：国立霞ヶ丘競技場陸上競技場 - 秩：秩父宮ラグビー場（2019年ルヴァン杯で使用） | - 鴨：鹿児島県立鴨池陸上競技場 - 丸：香川県立丸亀競技場 - 石：石川県西部緑地公園陸上競技場 - 松：サンプロ アルウィン - 熊：熊谷スポーツ文化公園陸上競技場 - N：NACK5スタジアム大宮（2019年ルヴァン杯で使用） - レ：レモンガススタジアム平塚（2021年ルヴァン杯で使用） |

| 年度 | 総数    | 1試合 平均 | ホーム 試合数 | 会場                   | 000000001試合平均入場者 / 総入場者00000000 | Jリーグ 公式 | 備考      |
| ---- | ------- | ---------- | ------------- | ---------------------- | ------------------------------------------ | ------------ | --------- |
| 1999 | 062,963 | 03,498     | 18            | 西10、江5 駒3          |                                            |              | [ 注 11 ] |
| 2000 | 177,107 | 11,807     | 15            | 国10、駒2 鴨1、丸1 石1 |                                            |              | [ 注 11 ] |
| 2001 | 334,698 | 22,313     | 15            | 東13、国1 丸1          |                                            | [ 注 12 ]    |           |
| 2002 | 332,597 | 22,173     | 15            | 東12、国3              |                                            |              |           |
| 2003 | 373,978 | 24,932     | 15            | 味14、国1              |                                            |              |           |
| 2004 | 381,575 | 25,438     | 15            | 味13、国2              |                                            |              | [ 注 13 ] |
| 2005 | 460,721 | 27,101     | 17            | 味15、国2              |                                            |              |           |
| 2006 | 409,634 | 24,096     | 17            | 味14、国2 松1          |                                            |              |           |
| 2007 | 429,934 | 25,290     | 17            | 味16、国1              |                                            |              |           |
| 2008 | 437,176 | 25,716     | 17            | 味15、国2              |                                            |              |           |
| 2009 | 440,032 | 25,884     | 17            | 味15、国2              |                                            |              |           |
| 2010 | 426,899 | 25,112     | 17            | 味15、国2              |                                            |              | [ 注 14 ] |
| 2011 | 333,680 | 17,562     | 19            | 味14、国3 駒1、熊1     |                                            |              | [ 注 15 ] |
| 2012 | 407,243 | 23,955     | 17            | 味16、国1              |                                            |              | [ 注 16 ] |
| 2013 | 426,246 | 25,073     | 17            | 味14、国3              |                                            |              |           |
| 2014 | 428,184 | 25,187     | 17            | 味16、国1              |                                            |              |           |
| 2015 | 489,336 | 28,784     | 17            | 味17                   |                                            |              |           |
| 2016 | 408,623 | 24,037     | 17            | 味17                   |                                            |              | [ 注 17 ] |
| 2017 | 450,331 | 26,490     | 17            | 味17                   |                                            |              |           |
| 2018 | 449,338 | 26,432     | 17            | 味17                   |                                            |              |           |
| 2019 | 536,187 | 31,540     | 17            | 味17                   |                                            |              | [ 注 18 ] |
| 2020 | 100,522 | 5,913      | 17            | 味17                   |                                            | [ 71 ]       |           |
| 2021 | 135,637 | 7,139      | 19            | 味19                   |                                            | [ 72 ]       | [ 注 19 ] |
| 2022 | 379,256 | 22,309     | 17            | 味15、国2              |                                            | [ 73 ]       |           |
| 2023 | 499,965 | 29,410     | 17            | 味15、国2              |                                            |              |           |
| 2024 |         |            | 19            | 味15、国4              |                                            |              |           |

※2020年度、2021年度は新型コロナウイルスの影響で当チームに限らず、Jリーグすべてのチームで観客数が減少した。
- リーグ戦のみ（関連：日本プロサッカーリーグ#歴代入場者数）。
- 総入場者数
  - 2001年09月29日：050万人到達 - J1 2nd第07節 vs浦和レッドダイヤモンズ (国立霞ヶ丘陸上競技場)
  - 2003年07月06日：100万人到達 - J1 1st第11節 vsベガルタ仙台 (味の素スタジアム)
  - 2005年10月15日：200万人到達 - J1第27節 vsサンフレッチェ広島F.C (味の素スタジアム)
  - 2008年03月30日：300万人到達 - J1第03節 vs京都サンガF.C. (味の素スタジアム)
  - 2010年07月17日：400万人到達 - J1第13節 vsヴィッセル神戸 (味の素スタジアム)
  - 2012年12月01日：500万人到達 - J1第34節 vsベガルタ仙台 (味の素スタジアム)
  - 2015年05月10日：600万人到達 - J1 1st第11節 vs鹿島アントラーズ (味の素スタジアム)[74]
  - 2017年07月13日：700万人到達 - J1 1st第18節 vs鹿島アントラーズ (味の素スタジアム)[75]
  - 2019年07月14日：800万人到達 - J1 1st第19節 vs川崎フロンターレ (味の素スタジアム)[76]
  - 2024年  4月21日：950万人到達 - J1 第9節 vsFC町田ゼルビア (味の素スタジアム）[77]

### カップ戦（Jリーグカップ・ACL）主催試合会場別試合数
| 年度 | Jリーグ杯     | ACL       | 備考 |
| ---- | ------------- | --------- | --- |
| 1999 | 西2、江1      | 不参加    | |
| 2000 | 江1           | 不参加    | （リーグ杯）2回戦からシード |
| 2001 | 東2           | 不参加    | |
| 2002 | 東2、国1 駒1  | 不参加    | （リーグ杯）東スタ=決勝T1を含む |
| 2003 | 味1、国1 駒2  | 不参加    | （リーグ杯）味スタ=決勝T1のみ |
| 2004 | 味3、国2      | 不参加    | （リーグ杯）味スタ・国立とも=決勝T各1含む |
| 2005 | 味3           | 不参加    | |
| 2006 | 味2、国3      | 不参加    | |
| 2007 | 味2、国2      | 不参加    | （リーグ杯）味スタ=決勝T1含む |
| 2008 | 味3、国1、松1 | 不参加    | （リーグ杯）味スタ=決勝T1含む |
| 2009 | 味3、国1、駒1 | 不参加    | （リーグ杯）味スタ=決勝T2を含む |
| 2010 | 味2、国1、駒1 | 不参加    | （リーグ杯）味スタ=決勝T1を含む |
| 2011 | 不参加        | 不参加    | |
| 2012 | 味2           | 東 1、国2 | （リーグ杯）ACL出場のため決勝Tにシード |
| 2013 | 味1、国1、駒1 | 不参加    | |
| 2014 | 味3           | 不参加    | |
| 2015 | 味4           | 不参加    | （リーグ杯）味スタ=決勝T1を含む |
| 2016 | 味2           | 東5       | （ACL）プレーオフ1を含む （リーグ杯）ACLプレーオフ勝利のためリーグ杯予選は免除                                                                                   |
| 2017 | 味4           | 不参加    | （リーグ杯）プライムステージ（決勝トーナメント）1を含む。 |
| 2018 | 味3           | 不参加    | |
| 2019 | 秩2、N2       | 不参加    | （リーグ杯）味スタがラグビーワールドカップ2019開催に伴う施設改修工事のため、 主催試合を秩父宮ラグビー場とNACK5スタジアム大宮に変更、うちNACKはプライムS1を含む。 |
| 2020 | 味1           | 東1       | （ACL）プレーオフ1を含む 第三戦以降は新型コロナ対策のため中立地開催 （リーグ杯）ACLプレーオフ勝利のためリーグ杯予選は免除                                        |
| 2021 | 味4、駒1、レ1 | 不参加    | （リーグ杯）味スタが2020年東京オリンピック開催のため、 主催試合の一部を駒沢とレモンSに変更、うちレモンSはプレーオフステージで使用。                              |
| 2022 | 味3           | 不参加    | |
| 2023 | 味4           | 不参加    | |
|      |               |           | |

### 年齢構成
| 年度 | 平均年齢 （Jリーグ平均） | 年齢構成分布 | 年齢構成分布 | 年齢構成分布 | 年齢構成分布 | 年齢構成分布 | 年齢構成分布 | 年齢構成分布 |
| 年度 | 平均年齢 （Jリーグ平均） | 18歳 以下    | 19~ 22歳     | 23~ 29歳     | 30~ 39歳     | 40~ 49歳     | 50~ 59歳     | 60歳 以上    |
| ---- | ------------------------ | ------------ | ------------ | ------------ | ------------ | ------------ | ------------ | ------------ |
| 2004 | 32.5歳（34.7歳）         | 12.0         | 6.8          | 23.9         | 34.2         | 15.4         | 7.7          | 7.7          |
| 2004 | 32.5歳（34.7歳）         |              |              |              |              |              |              |              |
| 2005 | 31.7歳（35.4歳）         | 9.5          | 9.7          | 24.7         | 35.0         | 16.6         | 4.5          | 4.5          |
| 2005 | 31.7歳（35.4歳）         |              |              |              |              |              |              |              |
| 2006 | 35.1歳（35.9歳）         | 5.6          | 3.6          | 23.0         | 37.2         | 20.1         | 10.5         | 10.5         |
| 2006 | 35.1歳（35.9歳）         |              |              |              |              |              |              |              |
| 2007 | 34.0歳（36.5歳）         | 5.8          | 9.5          | 22.0         | 35.3         | 21.1         | 6.4          | 6.4          |
| 2007 | 34.0歳（36.5歳）         |              |              |              |              |              |              |              |
| 2008 | 37.5歳（37.4歳）         | 5.8          | 4.7          | 13.2         | 33.4         | 30.1         | 12.9         | 12.9         |
| 2008 | 37.5歳（37.4歳）         |              |              |              |              |              |              |              |
| 2009 | 38.1歳（37.3歳）         | 6.1          | 4.3          | 13.8         | 32.9         | 26.8         | 16.1         | 16.1         |
| 2009 | 38.1歳（37.3歳）         |              |              |              |              |              |              |              |
| 2010 | 38.8歳（38.2歳）         | 3.8          | 8.3          | 11.2         | 29.6         | 28.7         | 18.3         | 18.3         |
| 2010 | 38.8歳（38.2歳）         |              |              |              |              |              |              |              |
| 2011 | 37.6歳（38.6歳）         | 8.1          | 5.2          | 15.1         | 25.3         | 30.5         | 15.7         | 15.7         |
| 2011 | 37.6歳（38.6歳）         |              |              |              |              |              |              |              |
| 2012 | 37.2歳（39.0歳）         | 11.1         | 7.5          | 12.9         | 23.7         | 26.9         | 18.0         | 18.0         |
| 2012 | 37.2歳（39.0歳）         |              |              |              |              |              |              |              |
| 2013 | 39.8歳（39.5歳）         | 6.7          | 3.5          | 11.0         | 25.5         | 31.7         | 14.8         | 6.7          |
| 2013 | 39.8歳（39.5歳）         |              |              |              |              |              |              |              |
| 2014 | 43.1歳（40.4歳）         | 3.1          | 4.0          | 9.3          | 20.7         | 32.3         | 18.9         | 11.6         |
| 2014 | 43.1歳（40.4歳）         |              |              |              |              |              |              |              |
| 2015 | 42.2歳（41.1歳）         | 5.2          | 5.7          | 8.1          | 19.0         | 31.0         | 20.6         | 10.4         |
| 2015 | 42.2歳（41.1歳）         |              |              |              |              |              |              |              |
| 2016 | 40.2歳（41.6歳）         | 9.1          | 5.1          | 10.0         | 20.3         | 28.1         | 19.2         | 8.1          |
| 2016 | 40.2歳（41.6歳）         |              |              |              |              |              |              |              |
| 2017 | 42.1歳（41.7歳）         | 9.8          | 7.3          | 8.1          | 12.0         | 28.3         | 22.4         | 12.0         |
| 2017 | 42.1歳（41.7歳）         |              |              |              |              |              |              |              |
| 2018 | 42.1歳（41.9歳）         | 5.7          | 7.9          | 9.8          | 15.8         | 28.8         | 21.5         | 10.6         |
| 2018 | 42.1歳（41.9歳）         |              |              |              |              |              |              |              |
| 2019 | 42.4歳（42.8歳）         | 6.7          | 7.0          | 8.6          | 11.6         | 27.0         | 22.2         | 12.0         |
| 2019 | 42.4歳（42.8歳）         |              |              |              |              |              |              |              |

## ユニフォーム

### チームカラー
- 青、    赤[2][注 23]

### ユニフォームスポンサー
| 掲出箇所   | スポンサー名 | 表記                   | 掲出年          | 備考                                                             |
| 胸         | 東京ガス     | TOKYO GAS              | 2016年 2020年 - | 左側に提出 2020年は胸（ACL用） 2016年、2020年 - 2022年は鎖骨両側 |
| 鎖骨       | 三井物産     | MITSUI&CO.             | 2023年 -        | 左側に掲出 2021年 - 2022年は袖                                   |
| 鎖骨       | MIXI         | MIXI                   | 2019年 -        | 右側に掲出 2018年は鎖骨右側に表記 2018年 - 2021年は「XFLAG」表記 |
| 背中上部   | 三菱商事     | Mitsubishi Corporation | 2017年 -        | 2010年 - 2011年は袖 2012年 - 2016年は背中下部                    |
| 背中下部   | なし         | -                      | -               |                                                                  |
| 袖         | 京王電鉄     | KEIO                   | 2025年 -        |                                                                  |
| パンツ前面 | MIXI         | MIXI                   | 2025年 -        |                                                                  |
| パンツ背面 | なし         | -                      | -               |                                                                  |

### ユニフォームサプライヤーの遍歴
- 1999年 - 2014年：アディダス
- 2015年 - 2020年：アンブロ
- 2021年[79] - 現在：ニューバランス

### 歴代ユニフォーム
| FP 1st      | FP 1st      | FP 1st      | FP 1st      | FP 1st |
| ----------- | ----------- | ----------- | ----------- | ------ |
| 1999 - 2000 | 2001 - 2002 | 2003 - 2004 | 2005 - 2006 | 2007   |
| 2008 - 2009 | 2010 - 2011 | 2012        | 2013 - 2014 | 2015   |
| 2016        | 2017        | 2018        | 2019        | 2020   |
| 2021        | 2022        | 2023        | 2024        | 2025 - |
|             |             |             |             |        |

| FP 2nd      | FP 2nd      | FP 2nd      | FP 2nd      | FP 2nd      |
| ----------- | ----------- | ----------- | ----------- | ----------- |
| 1999 - 2000 | 2001        | 2002 - 2003 | 2004 - 2005 | 2006 - 2007 |
| 2008 - 2009 | 2010 - 2011 | 2012        | 2013 - 2014 | 2015        |
| 2016        | 2017        | 2018        | 2019        | 2020        |
| 2021        | 2022        | 2023        | 2024        | 2025 -      |
|             |             |             |             |             |

| FP Other         | FP Other                  | FP Other          | FP Other          | FP Other                                     |
| ---------------- | ------------------------- | ----------------- | ----------------- | -------------------------------------------- |
| 1999 3rd         | 2004 · ファンアクーニャ杯 | 2012 · ACL 1st    | 2012 · ACL 2nd    | 2015 · フランクフルト · マインファイナンス杯 |
| 2016 · ACL 1st   | 2016 · ACL 2nd            | 2017 · ドイツ遠征 | 2018 · 20周年記念 | 2020 · ACL 1st                               |
| 2020 · ACL 2nd   | 2021 3rd                  | 2022 3rd          | 2023 · 25周年記念 | 2024 3rd                                     |
| 2025 · Grey Days |                           |                   |                   |                                              |
|                  |                           |                   |                   |                                              |

### 歴代ユニフォームスポンサー表記
| 年度 | 箇所                        | 箇所      | 箇所       | 箇所                   | 箇所                   | 箇所                   | 箇所       | 箇所       | サプライヤー |
| 年度 | 胸                          | 鎖骨左    | 鎖骨右     | 背中上部               | 背中下部               | 袖                     | パンツ前面 | パンツ背面 | サプライヤー |
| 1999 | am/pm                       | 解禁前    | 解禁前     | Enesta                 | -                      | TEPCO                  | 解禁前     | 解禁前     | adidas       |
| 2000 | am/pm                       | 解禁前    | 解禁前     | Enesta                 | -                      | TEPCO                  | 解禁前     | 解禁前     | adidas       |
| 2001 | am/pm                       | 解禁前    | 解禁前     | Enesta                 | -                      | TEPCO                  | 解禁前     | 解禁前     | adidas       |
| 2002 | ENEOS                       | 解禁前    | 解禁前     | Enesta                 | -                      | TEPCO                  | am/pm      | 解禁前     | adidas       |
| 2003 | ENEOS                       | 解禁前    | 解禁前     | Enesta                 | -                      | TEPCO                  | TOKYO GAS  | 解禁前     | adidas       |
| 2004 | ENEOS                       | 解禁前    | 解禁前     | Enesta                 | -                      | TEPCO                  | TOKYO GAS  | 解禁前     | adidas       |
| 2005 | ENEOS                       | 解禁前    | 解禁前     | Enesta                 | -                      | TEPCO                  | TOKYO GAS  | 解禁前     | adidas       |
| 2006 | ENEOS                       | 解禁前    | 解禁前     | Enesta                 | -                      | TEPCO                  | TOKYO GAS  | 解禁前     | adidas       |
| 2007 | ENEOS                       | 解禁前    | 解禁前     | Enesta                 | -                      | TEPCO                  | TOKYO GAS  | 解禁前     | adidas       |
| 2008 | ENEOS                       | 解禁前    | 解禁前     | Enesta                 | -                      | TEPCO                  | TOKYO GAS  | 解禁前     | adidas       |
| 2009 | ENEOS                       | 解禁前    | 解禁前     | -                      | LIFEVAL                | TEPCO                  | TOKYO GAS  | 解禁前     | adidas       |
| 2010 | LIFEVAL                     | 解禁前    | 解禁前     | -                      | TEPCO                  | Mitsubishi Corporation | TOKYO GAS  | 解禁前     | adidas       |
| 2011 | LIFEVAL                     | 解禁前    | 解禁前     | -                      | TEPCO / -              | Mitsubishi Corporation | TOKYO GAS  | 解禁前     | adidas       |
| 2012 | LIFEVAL / MALAYSIA LNG      | 解禁前    | 解禁前     | -                      | Mitsubishi Corporation | ENEOS                  | TOKYO GAS  | 解禁前     | adidas       |
| 2013 | LIFEVAL                     | 解禁前    | 解禁前     | -                      | Mitsubishi Corporation | ENEOS                  | TOKYO GAS  | 解禁前     | adidas       |
| 2014 | LIFEVAL                     | 解禁前    | 解禁前     | -                      | Mitsubishi Corporation | ENEOS                  | TOKYO GAS  | 解禁前     | adidas       |
| 2015 | LIFEVAL                     | 解禁前    | 解禁前     | -                      | Mitsubishi Corporation | ENEOS                  | TOKYO GAS  | 解禁前     | UMBRO        |
| 2016 | LIFEVAL / TOKYO GAS （ACL） | 解禁前    | 解禁前     | -                      | Mitsubishi Corporation | ENEOS                  | TOKYO GAS  | 解禁前     | UMBRO        |
| 2017 | LIFEVAL                     | 解禁前    | 解禁前     | Mitsubishi Corporation | -                      | ENEOS                  | TOKYO GAS  | 解禁前     | UMBRO        |
| 2018 | LIFEVAL                     | -         | XFLAG      | Mitsubishi Corporation | -                      | ES EURO SPORTS         | TOKYO GAS  | 解禁前     | UMBRO        |
| 2019 | XFLAG                       | -         | -          | Mitsubishi Corporation | LIFEVAL                | TOKYO GAS              | TOKYO GAS  | 解禁前     | UMBRO        |
| 2020 | XFLAG / TOKYO GAS （ACL）   | -         | -          | Mitsubishi Corporation | LIFEVAL                | TOKYO GAS              | TOKYO GAS  | -          | UMBRO        |
| 2021 | XFLAG                       | TOKYO GAS | TOKYO GAS  | Mitsubishi Corporation | LIFEVAL                | MITSUI&CO.             | TOKYO GAS  | -          | New Balance  |
| 2022 | MIXI                        | TOKYO GAS | TOKYO GAS  | Mitsubishi Corporation | LIFEVAL                | MITSUI&CO.             | TOKYO GAS  | -          | New Balance  |
| 2023 | MIXI                        | TOKYO GAS | MITSUI&CO. | Mitsubishi Corporation | -                      | -                      | TOKYO GAS  | -          | New Balance  |
| 2024 | TOKYO GAS                   | MIXI      | MITSUI&CO. | Mitsubishi Corporation | -                      | -                      | TOKYO GAS  | -          | New Balance  |
| 2025 | TOKYO GAS                   | MIXI      | MITSUI&CO. | Mitsubishi Corporation | -                      | KEIO                   | MIXI       | -          | New Balance  |

- Jリーグの他チームは背番号の上にスポンサー・下に選手名を表記しているが、FC東京は2009年 - 2016年は反対（背番号の上に選手名・下にスポンサー）表記だった[注 27]。
- タイトル獲得チームであるが、タイトル獲得を表す星は入っていない[注 28]。

## FC東京U-23
FC東京U-23（エフシーとうきょう・アンダートゥエンティスリー、略称表記:F東23）は、2016年から2019年までJ3リーグ（J3）に参加した、FC東京に所属する23歳以下の選手で構成されるサッカーチーム（U-23チーム）。

### 概要（FC東京U-23）
2015年9月にJリーグにおいてセカンドチームのJ3参加が提議されると、FC東京は真っ先に参加志望を表明。
同年12月15日、Jリーグ理事会において2016年シーズンよりJ1・J2クラブの「U-23チーム」がJ3に参加することが発表され、初年度参加チームの一つとして参戦することがクラブから発表された。ユニフォームはトップチームと異なるデザインのものを使用する。
トップとユースの中間のチームという位置付けで 23歳以下の選手の強化育成、アカデミーの各年代の底上げを目標としている。そのため、トップチームの成績と選手層の向上にセカンドチームを寄与させるべく、練習はトップとセカンドの練習を合同で一体的に、試合前に選手を選別するという形を採った。このため、連携面では他チームに遅れがちとなっている。また、トップチームにおける23歳以下の選手保有数をギリギリに制限することで2種登録選手の活用を促進。下部組織においては、上のカテゴリーへの飛び級を一般化させることで、学年別の編成から実力に応じた編成への移行が図られている。

### 略歴（U-23）
2016年
初年度監督はトップチームコーチの安間貴義が兼務していたが、7月にトップチームの監督交代に伴い安間はトップチームのコーチに専任、FC東京U-18コーチを務めていた中村忠に変更された（中村は同時にトップチームコーチにも就任）。第28節長野戦において久保建英がJリーグ最年少出場記録を更新 U-18では、U-23に登用された選手のみならず下級生にも成長を促す好循環をもたらし、同年のクラブユース選手権及びJユースカップを制した。
2017年
中村体制2年目。開幕戦のカターレ富山戦では波多野豪、鈴木喜丈、山田将之がプロデビュー。久保建英は第5節C大23戦でJリーグ最年少得点記録を更新した。また、今季もユースの選手がJ3リーグとプレミアリーグを並行して戦い、J3でユースの選手が参加している場合はさまざま選手を使いながら底上げをし、高円宮杯 JFA U-18サッカーリーグEASTでの初優勝を成し遂げた。
2018年
中村に代わり、再び安間が監督に就任。
2019年
安間がトップチームコーチへ転属し、前ファジアーノ岡山監督の長澤徹が新たに監督に就任。順位こそ過去最低の16位に沈むが、原大智が19得点を挙げて得点王となった。
2020年
引き続き長澤が指揮を執ってJ3リーグに参戦予定であったが、新型コロナウイルス感染症の流行の影響で開幕が遅れ、同様に他競技も活動中断となったことから、ホームスタジアムとして活用を予定していた3競技場の確保が困難になり、Jリーグに参加辞退を申し出、2020年6月5日のJリーグ理事会で参加辞退が承認された。

### 成績（U-23）
| 年度 | 所属 | 順位 | 試合 | 勝点 | 勝 | 引 | 負 | 得点 | 失点 | 得失点 | 監督              |
| 2016 | J3   | 10位 | 30   | 36   | 9  | 9  | 12 | 32   | 31   | +1     | 安間貴義 / 中村忠 |
| 2017 | J3   | 11位 | 32   | 43   | 12 | 7  | 13 | 36   | 47   | -11    | 中村忠            |
| 2018 | J3   | 14位 | 32   | 36   | 10 | 6  | 16 | 38   | 45   | -7     | 安間貴義          |
| 2019 | J3   | 16位 | 34   | 36   | 9  | 9  | 16 | 43   | 52   | -9     | 長澤徹            |

### 表彰
- J3フェアプレー賞
  - 2018、2019年

### 主催ホームゲーム開催地（U-23）
U-23チームは、J3キャパシティー基準を充足した味の素フィールド西が丘（北区、約7,300人収容）、及びクラブオフィスのある江東区の夢の島競技場（約4,800人収容）や駒沢オリンピック公園総合運動場陸上競技場（約20,000人収容）で開催。
| 年度 | 味フィ西 | 夢の島 | 駒沢 | 味スタ | その他           |
| ---- | -------- | ------ | ---- | ------ | ---------------- |
| 2016 | 8        | 4      | 2    | 1      |                  |
| 2017 | 9        | 5      | 1    | 1      |                  |
| 2018 | 9        | 7      | 0    | 0      |                  |
| 2019 | 12       | 1      | 1    | 0      | Jスタ2 生目の杜1 |

### 歴代ユニフォーム (U-23)
| FP 1st | FP 1st | FP 1st | FP 1st | FP 1st |
| ------ | ------ | ------ | ------ | ------ |
| 2016   | 2017   | 2018   | 2019   |        |
|        |        |        |        |        |

| FP 2nd | FP 2nd | FP 2nd | FP 2nd | FP 2nd |
| ------ | ------ | ------ | ------ | ------ |
| 2016   | 2017   | 2018   | 2019   |        |
|        |        |        |        |        |

### ユニフォームスポンサー遍歴 (U-23)
| 年度 | 胸           | 鎖骨   | 背中上部 | 背中下部 | 袖         | パンツ    | サプライヤー |
| 2016 | MITSUI & CO. | 解禁前 | -        | -        | OSSO ITALY | TOKYO GAS | UMBRO        |
| 2017 | MITSUI & CO. | 解禁前 | -        | -        | OSSO ITALY | TOKYO GAS | UMBRO        |
| 2018 | MITSUI & CO. | -      | -        | -        | OSSO ITALY | TOKYO GAS | UMBRO        |
| 2019 | MITSUI & CO. | -      | -        | -        | -          | TOKYO GAS | UMBRO        |

## 異競技間交流
- 男子バレーボールチームのFC東京バレーボールチームと連携しており、2002年度からバレーボール教室を実施していた。
- 2006年7月より、プロ野球・東京ヤクルトスワローズと共同で東京のスポーツ振興を図ることになった[96]。双方のファンの来場を促進するキャンペーンなどを展開し、東京ドロンパとヤクルトのマスコット・つば九郎が互いの試合を訪問したり、平山相太や、今野泰幸、東慶悟がヤクルトの始球式に登板するなどの交流イベントが行われている。
- 2009年夏にはTOKYO MX後援のサッカー・野球・競馬のコラボレーションイベント『ワッショイTOKYO夏ラリー!』で、共にイベントを盛り上げた。
- 日本プロバスケットボールリーグ（bjリーグ）の東京アパッチと、上述のヤクルトの三者で提携していた。

### その他
- 学芸大クラブ - 2004年4月に小金井市、東京学芸大学と共に創設。産官学の連携による地域スポーツの発展を目指す。
- 指定管理者
  - 上井草スポーツセンター - 2009年4月から、東京アスレティッククラブ（TAC）、三菱電機ビルテクノサービス（MELTEC）との共同で指定管理者となった。
  - 小金井市総合体育館 - 同上。
  - 小金井市栗山公園健康運動センター - 同上。
- FC東京パーク小平天神 - 2010年10月オープンのフットサルコート。
- FC東京パーク府中 - 2014年4月オープンのフットサルコート。

## メディア

### テレビ
主にテレビ中継はDAZN、東京メトロポリタンテレビジョン（TOKYO MX）で行われている（以前は、TOKYO MXでは東京以外で行われるホーム戦やアウェー戦の試合も自社制作していた。一部日本放送協会（NHK）と同日中継の場合あり）。
ただし、2001年から続いていたTOKYO MXでの応援番組は2022年12月に年末特番が放送された「F.C. TOKYO CONNECT」をもって終了となった （FC東京ホームゲームの試合中継は2023年以降も実施）。
また、ジェイコム東京では「頂－ITADAKI－アスリート 東京」内で「FC東京VIVA Paradise」コーナーが放送されていた。「VIVA」は2002年放送開始で、2021年9月の番組終了時には毎月2回更新（15日間のリピート放送）、30分間の放送だったが、「ITADAKI」では毎月1回更新、15分間の番組をなでしこリーグ1部所属の「スフィーダ世田谷FC」応援コーナーと分け合うことになった。なお、当番組は2024年1月放送分をもって終了し、テレビでの応援番組が全て無くなる事になった。

### ラジオ
コミュニティーFM局の調布FM が、味の素スタジアム開催試合を中継している。また、同局では毎週火曜日にまるごとFC東京を放送している。1999年J2終盤戦ではTOKYO FMでも試合が生中継されたこともあった。
TOKYO FMでは『F.C. TOKYO SPIRIT 勝利への道』を2011年4月から放送。また、調布FM、FM西東京、レインボータウンFMなどでも、番組内にFC東京応援コーナーを設けている。

### 新聞・雑誌
東京中日スポーツでは、紙面で「365日FC東京」と銘打ったクラブ情報をほぼ毎日掲載している。以前は、それに加えて有料登録制の携帯サイト「365日FC東京モバイル」を設けて情報を発信していた。
2014年よりクラブ公認の季刊誌である『F.C.TOKYO MAGAZINE BR TOKYO』を発刊していたが、2016年に休刊となった。

## 出版

### 書籍
| 書籍名                             | 出版社       | 発売日    | 頁数 | ISBN                                     |
| ---------------------------------- | ------------ | --------- | ---- | ---------------------------------------- |
| FC東京ファンブック 2000            | 毎日新聞社   | 2000年4月 | 162  | ISBN 4620791458 (ISBN-13 978-4620791456) |
| FC東京ファンブック 2001            | 毎日新聞社   | 2001年4月 | 130  | ISBN 4620791768 (ISBN-13 978-4620791760) |
| FC東京ファンブック 2002            | 毎日新聞社   | 2002年2月 | 126  | ISBN 4620792004 (ISBN-13 978-4620792002) |
| FC東京ファンブック 2003            | 毎日新聞社   | 2003年3月 | 129  | ISBN 4620792225 (ISBN-13 978-4620792224) |
| FC東京ファンブック 2004            | 毎日新聞社   | 2004年3月 | 130  | ISBN 462079239X (ISBN-13 978-4620792392) |
| FC東京ファンブック 2005            | 毎日新聞社   | 2005年2月 | 130  | ISBN 4620792535 (ISBN-13 978-4620792538) |
| FC東京ファンブック 2006            | 毎日新聞社   | 2006年2月 | 130  | ISBN 4620792721 (ISBN-13 978-4620792729) |
| FC東京ファンブック 2007            | 毎日新聞社   | 2007年2月 | 130  | ISBN 4620792926 (ISBN-13 978-4620792927) |
| FC東京ファンブック 2008            | 毎日新聞社   | 2008年3月 | 130  | ISBN 4620793132 (ISBN-13 978-4620793139) |
| FC東京ファンブック 2009            | 毎日新聞社   | 2009年3月 | 130  | ISBN 4620793361 (ISBN-13 978-4620793368) |
| FC東京ファンブック 2010            | 朝日新聞出版 | 2010年3月 | 130  | ISBN 4021902139 (ISBN-13 978-4021902130) |
| FC東京ファンブック 2011            | 朝日新聞出版 | 2011年3月 | 132  | ISBN 4021902163 (ISBN-13 978-4021902161) |
| FC東京オフィシャルファンブック2012 | フロムワン   | 2012年3月 | 132  |                                          |
| FC東京オフィシャルファンブック2013 | フロムワン   | 2013年2月 | 132  |                                          |
| FC東京オフィシャルファンブック2014 | フロムワン   | 2014年2月 | 132  |                                          |
| FC東京オフィシャルファンブック2015 | フロムワン   | 2015年2月 | 132  |                                          |
| FC東京オフィシャルファンブック2016 | フロムワン   | 2016年2月 | 132  |                                          |
| FC東京オフィシャルファンブック2017 | フロムワン   | 2017年2月 | 132  |                                          |
| FC東京オフィシャルファンブック2018 | フロムワン   | 2018年2月 | 132  |                                          |
| FC東京オフィシャルファンブック2019 | フロムワン   | 2019年2月 | 100  |                                          |
| FC東京オフィシャルファンブック2020 | フロムワン   | 2020年2月 | 104  |                                          |

| 書籍名                                                        | 出版社   | 発売日    | 頁数 | ISBN                                     |
| ------------------------------------------------------------- | -------- | --------- | ---- | ---------------------------------------- |
| ゴールをめざせ! 攻撃サッカー 点を取るための戦術と練習メニュー | 池田書店 | 2001年6月 | 191  | ISBN 4262162400 (ISBN-13 978-4262162409) |

### VHS・DVD
| タイトル                                                            | 発売日        | 収録時間 | ASIN            |
| ------------------------------------------------------------------- | ------------- | -------- | --------------- |
| FC東京 J-1への軌跡 [VHS]                                            | 2000年4月21日 | 40分     | ASIN B00005FD5E |
| Tokyo 2000 (ミレニアム)                                             | 2000年4月21日 | 130分    | ASIN B00005FCAH |
| FC東京 2000-2002 シーズンレビュー (限定生産)                        |               |          |                 |
| FC東京 2002 シーズンレビュー                                        | 2003年8月22日 | 103分    | ASIN B0000BHH8U |
| FC東京 2003 シーズンレビュー                                        | 2004年4月23日 | 110分    | ASIN B0001N1OF6 |
| FC東京 シーズンレビュー2004                                         | 2005年3月21日 | 110分    | ASIN B0007OE4CE |
| FC東京 2005シーズンレビュー                                         | 2006年3月24日 | 110分    | ASIN B000EPFPAG |
| FC東京 2006シーズンレビュー                                         | 2007年6月08日 | 99分     | ASIN B000NVLBQ8 |
| FC東京 2007シーズンレビュー                                         | 2008年5月09日 | 94分     | ASIN B0015RA7GY |
| FC東京 2008シーズンレビュー                                         | 2009年5月08日 | 90分     | ASIN B001RIJZ8M |
| FC東京 シーズンレビュー2009                                         | 2010年3月26日 | 120分    | ASIN B0036BO5KG |
| FC東京 2010シーズンレビュー                                         | 2011年3月28日 | 129分    | ASIN B004O6LZH8 |
| FC東京 2011シーズンレビュー                                         | 2012年3月20日 | 132分    | ASIN B007JOZON8 |
| FC東京 2012シーズンレビュー                                         | 2013年3月31日 | 103分    | ASIN B00BN39RRK |
| FC東京 2013シーズンレビュー                                         | 2014年3月26日 | 144分    | ASIN B00IM92QJE |
| FC東京 2014シーズンレビュー                                         | 2015年4月08日 | 145分    | ASIN B00UEWL8Y6 |
| FC東京 2015シーズンレビュー                                         | 2016年3月30日 | 138分    | ASIN B01BTPMW8M |
| FC東京 2016シーズンレビュー                                         | 2017年3月31日 | 159分    | ASIN B06X41L46T |
| FC東京 2017シーズンレビュー [DVD]                                   | 2018年3月30日 | 158分    | ASIN B079Y65V48 |
| FC東京 2017シーズンレビュー [Blu-ray]                               | 2018年3月30日 | 158分    | ASIN B079Y4VQLT |
| FC東京 2018シーズンレビュー 20years [DVD]                           | 2019年3月29日 | 265分    | ASIN B07NRFRVRB |
| FC東京 2018シーズンレビュー 20years [Blu-ray]                       | 2018年3月29日 | 265分    | ASIN B07PB2W4LV |
| FC東京 2019シーズンレビュー [DVD]                                   | 2020年3月27日 | 168分    | ASIN B0852196VV |
| FC東京 2019シーズンレビュー [Blu-ray]                               | 2020年3月27日 | 168分    | ASIN B08521BKH2 |
| F.C.TOKYO CUP WINNERS -2020J.LEAGUE YBC Levain CUP 総集編 [DVD]     | 2021年3月03日 | 60分     |                 |
| F.C.TOKYO CUP WINNERS -2020J.LEAGUE YBC Levain CUP 総集編 [Blu-ray] | 2021年3月03日 | 60分     |                 |

| タイトル | 販売元             | 発売日        | 収録時間 | 全国書誌番号 / ASIN   |
| --- | ------------------ | ------------- | -------- | --------------------- |
| 2004 Jリーグヤマザキナビスコカップ総集編 初制覇！FC東京カップウィナーズへの軌跡！                             | 日活               | 2005年1月21日 | 105分    | ASIN B0006VL9M6       |
| FC東京 スターズ 1999-2008                                                                                     | 日活               | 2009年7月24日 | 118分    | ASIN B002AR5O7U       |
| JリーグオフィシャルDVD 2009 Jリーグヤマザキナビスコカップ FC東京 カップウイナーズへの軌跡「TOKYO AT THE TOP」 | データ・スタジアム | 2010年1月29日 | 56分     | ASIN B00322S1FO       |
| JリーグオフィシャルDVD 俺たちの国立 (ロード・トゥ・国立) 2009 Jリーグヤマザキナビスコカップ 激闘の軌跡！      | データ・スタジアム | 2010年1月29日 | 50分     | ASIN B00322S1FY       |
| 次代を担うプレーヤー養成プログラム FC東京U-15むさしのチームプラクティス                                       | T＆H               | 2008年        | 195分    | 全国書誌番号:21698016 |

## 不祥事
2013年1月31日、運営会社の東京フットボールクラブ株式会社（東京FC）の経理担当部長が2005年から2012年までの8年間に約2300万円の会社経費を私的に流用したことが発覚。東京FCは同日付で経理担当部長を懲戒解雇した。損失額については経理担当部長が全額を弁済し、東京FCの代表取締役が責任を取って報酬の20％を3ヶ月間自主返上すると発表した。

## サポーターによる不祥事
2023年7月12日、天皇杯3回戦の東京ヴェルディ戦において、味の素スタジアムの最寄駅である飛田給駅の私有地に設置されている企業広告看板への張り紙がなされたほか、生卵が投げつけ警察が器物損壊事件として捜査。また、試合前のスタンドでは発煙筒や花火が使用されたことも発覚。FC東京側ゴール裏自由席スタンド内で、火薬類等危険物の持ち込みおよび使用があった。この危険行為によって観客1名が火傷を負っていたことも明らかになった。
FC東京は同月14・15日の経過報告において、調査により火薬類等危険物の持ち込みおよび使用の申し出は4名であったこと、看板の器物損壊については犯人が出てこないことを公表し、火薬類を持ち込んだ当該人物に関しては同月28日付でJFAより日本国内で行われるすべての試合の無期限の入場禁止（本協会主催試合に加え、Jリーグや各種連盟等が主催する各カテゴリの試合を含む）処分となった。
その後同年9月1日、JFAはFC東京に対し「被害の発生及び拡大を防ぎ、観客や選手等の試合に関わる人の安全を確保するために適切な措置を講じなかった」として、罰金500万円と譴責（始末書の提出）の懲罰を課すことを決定した。